# República Srpska
La República Srpska, a veces llamada República Serbia de Bosnia (en serbio: Republika Srpska; en serbio cirílico Република Српска; pronunciado /repǔblika sr̩̂pskaː/ (escucharⓘ); literalmente, República Serbia), es una de las dos entidades políticas que forman Bosnia y Herzegovina, junto con la Federación de Bosnia y Herzegovina. Fue reconocida formalmente tras los Acuerdos de Dayton que terminaron con la guerra de Bosnia, en 1995, si bien existía desde enero de 1992.
En el artículo 9 de la Constitución de la República Srpska se indica que «la capital de la República Srpska es Sarajevo», pero la mayor parte de la ciudad no forma parte de su territorio y la capital de facto es Bania Luka. En la entidad habitan tres grupos étnicos: serbios, bosníacos y croatas. La República Srpska se define en su constitución como una entidad territorial unificada, indivisible e inalienable que de forma independiente ejercerá sus funciones constitucionales, legislativas, ejecutivas y judiciales. Su órgano legislativo es la Asamblea Nacional de la República Srpska.
En un principio denominada República Serbia de Bosnia y Herzegovina, fue declarada por la Asamblea del pueblo serbio de Bosnia y Herzegovina, el 9 de enero de 1992, que fue declarado día festivo en su conmemoración, llamado «Día de la República» (Dan Republike). Este coincide, según el calendario juliano, con la fiesta de San Esteban, que es considerado por los serbios ortodoxos el santo patrono de la República Srpska.

## Etimología
La palabra "Srpska" puede interpretarse como un adjetivo (serbio), y teniendo en cuenta normas lingüísticas para la creación de nombres de países en serbio y otras lenguas eslavas, también como nombre propio. El nombre serbio para varios países es similar: Francia - Republika Francuska (Република Француска); Croacia - Republika Hrvatska (Република Хрватска); Bulgaria - Republika Bugarska (Република Бугарска), y así sucesivamente. Sin embargo, en estos casos existe desde hace mucho tiempo una adecuada traducción latinizada del nombre al castellano.
El gobierno de la Republika Srpska utiliza el término inglés de Republic of Srpska en actos oficiales, al igual que el Gobierno de España, que ha adoptado República Srpska como denominación oficial.
La traducción República Serbia, no es universalmente aceptada, pues es una entidad de tres grupos étnicos por lo que el adjetivo calificativo (gentilicio étnico) en esta traducción tiende a violar los derechos de las otras dos etnias de la entidad. Un estudio de la Universidad Complutense de Madrid sugiere que esta grafía supone tomar como adjetivo una palabra (Srpska) que es, en realidad, un sustantivo, dando como mejor solución respetar la palabra Srpska en su lengua original y traducir Republika Srpska como República Srpska.

## Historia

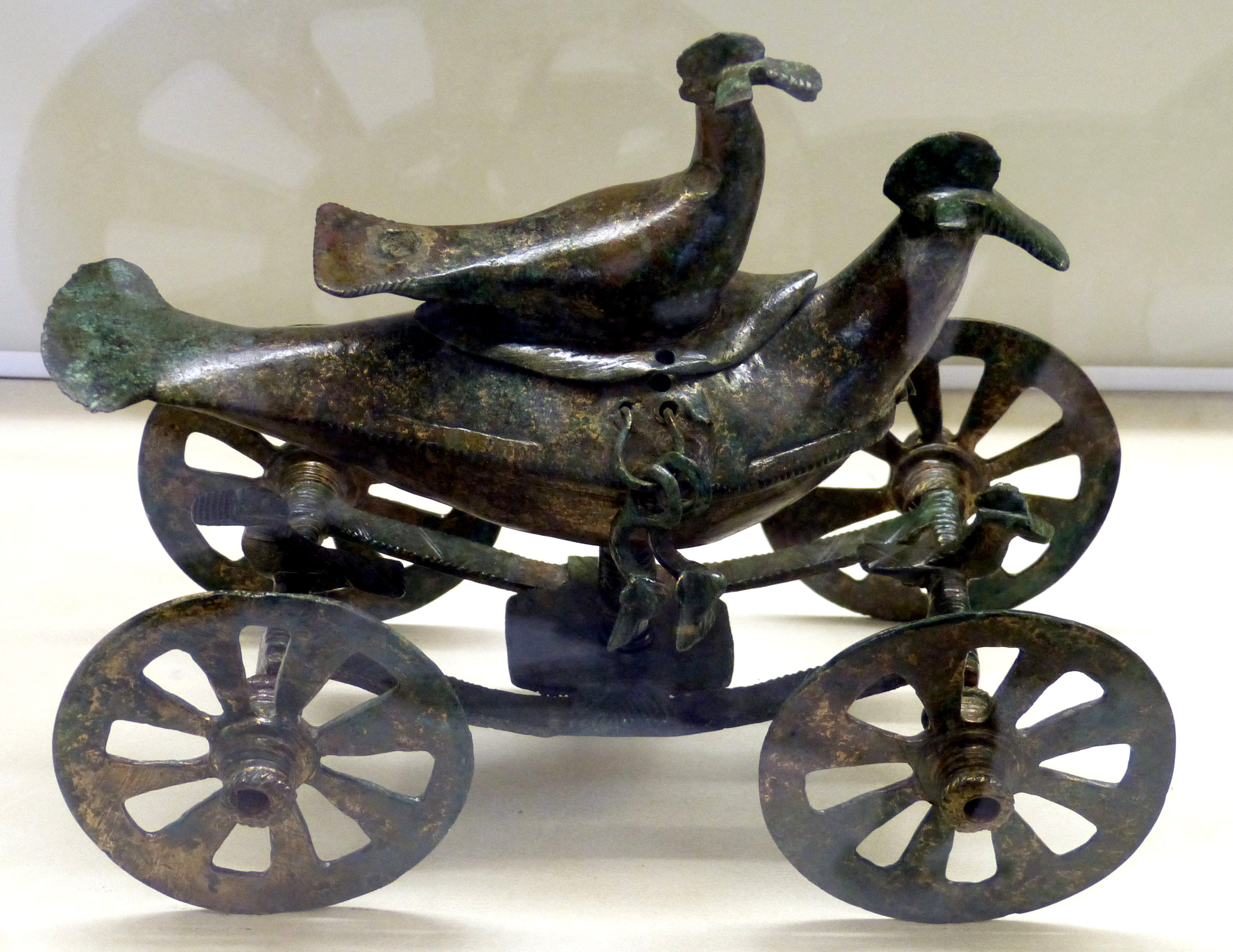
Carro de la Edad de Hierro de Banjani, cerca de Sokolac

### Origen histórico
Las pruebas arqueológicas en la República Srpska, así como en las zonas limítrofes de Bosnia y Herzegovina, atestiguan una pronunciada actividad humana en el Paleolítico. En concreto, en 1976, cerca de la actual ciudad de Stolac, en la entonces relativamente acogedora cuenca del Neretva, se descubrieron artefactos arqueológicos en forma de grabados rupestres en Badanj y huesos de ciervo en la zona que mostraban una actividad de cazadores-recolectores de entre 14 000 y 10 000 a. C. En la región más amplia de Herzegovina, descubrimientos similares vinculan las primeras actividades de la región con Montenegro y la costa de Croacia.
Sin embargo, con el Neolítico llegaron los asentamientos más permanentes. Naturalmente, esto ocurrió a lo largo de los ríos de Bosnia-Herzegovina a medida que la agricultura se extendía desde el sureste; en particular, la cultura Butmir se desarrolló cerca de la actual Sarajevo Oriental, en el río Bosna. En el yacimiento de Butmir se encontraron diversos ídolos, en su mayoría de carácter femenino, junto con piraguas.
Con las migraciones indoeuropeas de la Edad del Bronce llegó el primer uso de herramientas metálicas en la región. También se construyeron túmulos funerarios (kurganes). En el noroeste de Bosnia, cerca de Prijedor, se pueden encontrar restos de estos túmulos, lo que atestigua no sólo un asentamiento más denso en el núcleo norte de la actual República Srpska, sino también vestigios de la Edad de Bronce.
Con la llegada de la Edad de Hierro, la cultura de Glasinac, que se desarrolló cerca de Sokolac, en el este de la República Srpska, fue una de las más importantes de los antiguos habitantes indoeuropeos del país, los ilirios. Posteriormente, estos ilirios —los autariatas— recibieron la influencia de los celtas tras la invasión gala de los Balcanes.

### Período romano
Con el fin de las guerras ilirias, la mayor parte de Bosnia y Herzegovina quedó bajo control romano dentro de la provincia de Illyricum. En este periodo, los romanos consolidaron la región mediante la construcción de una densa red de carreteras y la romanización de la población local. Entre estas vías se encontraba la Vía Argentaria, que transportaba la plata desde las minas del este de Bosnia hasta los centros de población romanos. Los topónimos modernos, como los de los ríos Una y Sana, en el noroeste, tienen origen latino y significan "el uno" y "el sano", respectivamente. Sin embargo, este dominio no fue ininterrumpido; con la supresión de la población iliria, antaño dominante, se produjeron revueltas como la de Bellum Batonianum. Sin embargo, después del año 20 d. C., todo el país fue conquistado por los romanos y se dividió entre Panonia y Dalmacia. La ciudad romana más importante de Bosnia era la relativamente pequeña Servitium, cerca de la actual Gradiška, en el norte de la entidad.
El cristianismo se extendió en la región relativamente tarde, al menos en parte debido a la naturaleza montañosa del campo y a la falta de grandes asentamientos. Sin embargo, en el siglo IV, el país comenzó a cristianizarse en masa, Con la división del Imperio Romano de Occidente y el de Oriente en el año 395, la actual República Srpska cayó bajo el Imperio Romano de Occidente. Como prueba de su polarización religiosa y de la de Bosnia-Herzegovina, más tarde fue conquistada como frontera del Imperio Romano de Oriente, un presagio de la división religiosa que vendría.

### Edad Media

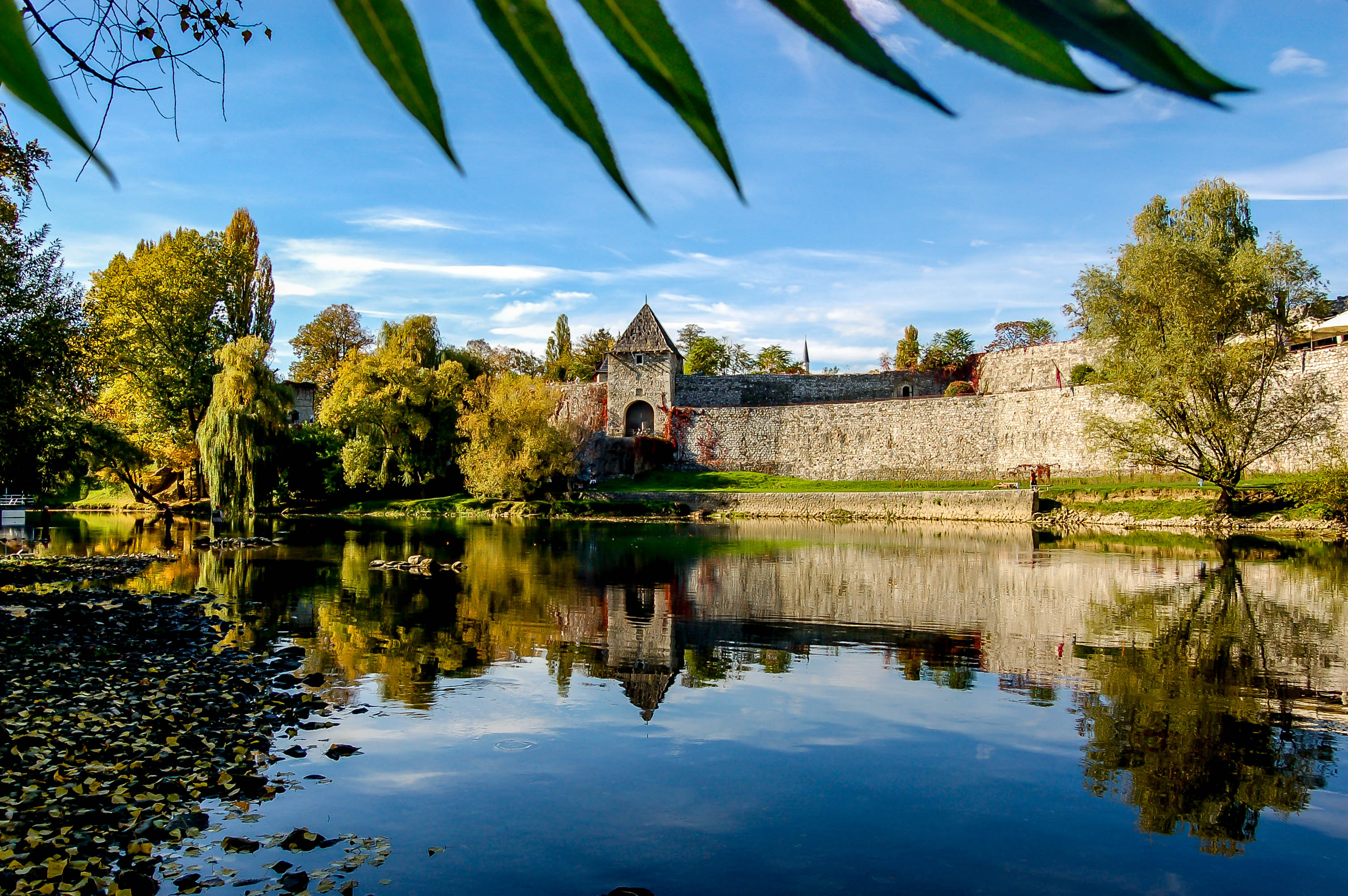
La fortaleza de Kastel, en Banja Luka, empezó como un antiguo castro eslavo o gradina

Con la pérdida del control romano sobre la región llegó el periodo de migración que, dada la posición de la República Srpska en el sureste de Europa, involucró a una gran variedad de pueblos. Entre los primeros se encuentra la invasión de pueblos germánicos procedentes del este y el norte, y el territorio pasó a formar parte del reino ostrogodo en 476.
En el año 535, el territorio fue tomado de nuevo por el Imperio bizantino. En esta época, el control del Imperio volvía a ser relativamente flojo y los eslavos, incluidos los serbios y los croatas, invadieron los alrededores. La actual República Srpska se dividió, por tanto, entre el Reino medieval de Croacia y, el županije serbio medieval, que incluía Zachlumia, Travunija y Serbia, entonces con tierras en el este de Bosnia, Partes de la actual Srpska fueron lugares de asentamiento del pueblo serbio blanco original.
La totalidad de Bosnia pasó a formar parte de las tierras de la Corona húngara a finales del siglo XI. Bajo el dominio húngaro, la zona se conocía como el Banato de Bosnia. Sin embargo, más tarde, con el gobierno de Ban Kulin, considerado el fundador de Bosnia, la región se independizó de facto. En 1377, el Banato de Bosnia se convirtió en el Reino medieval de Bosnia, bajo el mandato de Tvrtko I de la Casa de Kotromanić. Todas las capitales del reino estaban situadas en su centro, mientras que la periferia del norte permaneció bajo el dominio nominal húngaro como región de Usora. Entre los legados arquitectónicos de este periodo se encuentra la fortaleza de Kastel en Banja Luka, así como castillos, iglesias y monasterios por todo el país.
Con el crecimiento del Imperio otomano, Stefan Tomašević, el último gobernante de Kotromanić, entregó Bosnia y Serbia al estatus tributario otomano. Católico, era impopular entre la población ortodoxa de Serbia, así como entre los miembros de la Iglesia bosnia. Al negarse a pagar tributo a Mehmed el Conquistador, el rey Stefan fue ejecutado y gran parte de Bosnia cayó bajo el dominio directo de los otomanos en 1463 como Eyalet de Bosnia. La totalidad del país cayó en 1482, con la fundación del Sanjak de Herzegovina.

### SiglosXVIalXIX

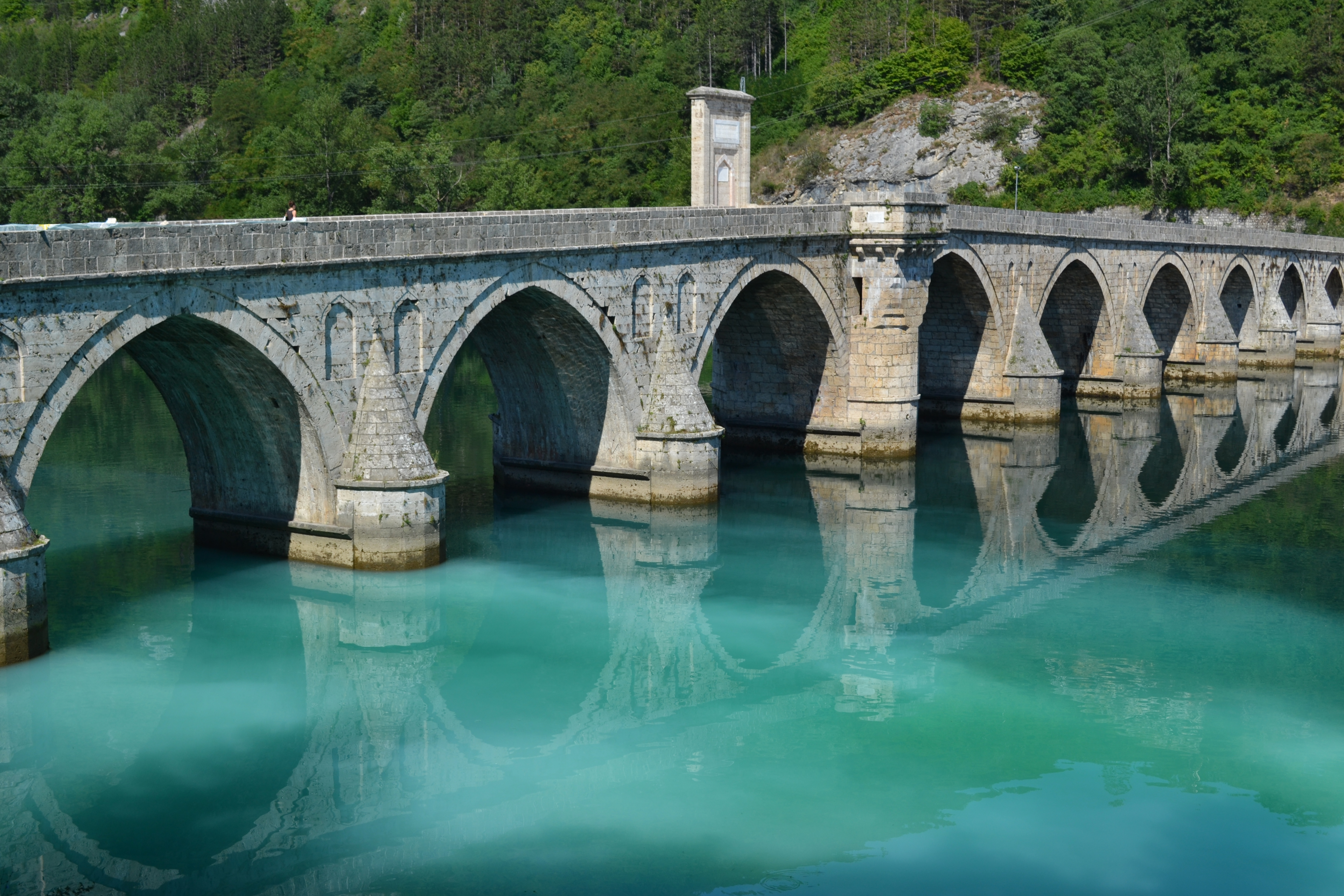
El puente Mehmed Paša, declarado Patrimonio de la Humanidad por la UNESCO, en Višegrad,

El dominio otomano en la actual República Srpska vio otra adición a su tejido religioso: el Islam. Los miembros de la Iglesia bosnia, así como muchos bosnios ortodoxos y católicos, se convirtieron gradualmente al islam. El dominio otomano dejó un profundo legado arquitectónico en Bosnia y Herzegovina y la República Srpska. La mezquita más famosa de este periodo es la de Ferhadija, situada en Banja Luka. Además, el tema del libro de Ivo Andrić El puente sobre el Drina, el puente de Mehmed Paša Sokolović en Višegrad, fue construido por Mimar Sinan, el más famoso arquitecto otomano, en 1577, para el Gran Visir Sokollu Mehmed Pasha. Años antes, el mismo gran visir había nacido en el seno de una familia ortodoxa en una pequeña ciudad de Bosnia y había sido separado de sus padres cuando era niño para ser educado como jenízaro. Su puente es un símbolo de las distancias religiosas y culturales —y eventualmente del conflicto— que caracterizan a la República Srpska y a Bosnia y Herzegovina.
Con los conflictos entre otomanos y los habsburgo de finales del siglo XVII y el XVIII, partes del norte de la República Srpska pasaron a formar parte del Imperio de los Habsburgo durante periodos relativamente cortos. El dominio fue más permanente tras la invasión austrohúngara de 1878. Caracterizado por un desarrollo económico y social que no se veía en el entonces atrasado Imperio Otomano, el gobierno austrohúngaro fue bien recibido por muchos. Sin embargo, muchos musulmanes abandonaron Bosnia, dejando a los serbios como mayoría en todo el condominio.

### SigloXX
Con el asesinato del archiduque Francisco Fernando de Austria, llevado a cabo por el serbobosnio Gavrilo Princip, miembro de la Mlada Bosna yugoslava, estalló la Primera Guerra Mundial en 1914. Tras la guerra, la actual República Srpska se incorporó a la banovinas del Vrbas, el Drina y el Zeta del Reino de los Serbios, Croatas y Eslovenos, que pasó a llamarse Yugoslavia en 1929.
Tras el estallido de la Segunda Guerra Mundial y la invasión de Yugoslavia en 1941, la República Srpska cayó bajo el dominio del Estado títere nazi, el Estado Independiente de Croacia. Se calcula que unos 300 000 serbios murieron bajo el régimen de los Ustashe como resultado de su campaña de genocidio; en la República Srpska tuvieron lugar una serie de masacres, así como el uso de diversos campos de concentración y exterminio durante la guerra. En el campo de concentración de Jasenovac, situado en la actual Croacia, murieron unas 100 000 personas, de las cuales unas 52 000 eran serbias. También se produjeron masacres en el campo de concentración de Garavice y Kruščica, en la parte oriental de Bosnia.
El régimen masacró sistemática y brutalmente a los serbios en las aldeas del campo, utilizando diversos instrumentos. La magnitud de la violencia hizo que aproximadamente uno de cada seis serbios que vivían en Bosnia-Herzegovina fuera víctima de una masacre y que prácticamente todos los serbios tuvieran un familiar muerto en la guerra, en su mayoría a manos de los Ustaše. La experiencia tuvo un profundo impacto en la memoria colectiva de los serbios de Croacia y Bosnia. Se calcula que 209 000 serbios, o el 16,9 % de su población, fueron asesinados en el territorio de Bosnia-Herzegovina durante la guerra. Hoy en día, se pueden encontrar monumentos en honor a estas víctimas en toda la República Srpska y Bosnia-Herzegovina.
Durante toda la Segunda Guerra Mundial en Yugoslavia, el 64,1 % de los partisanos bosnios eran serbios.
Tras la Segunda Guerra Mundial llegó un periodo de relativa paz y desarrollo económico. La mina de Ljubija y empresas como Agrokomerc desempeñaron un papel vital en gran parte del desarrollo económico de la República Socialista de Bosnia y Herzegovina. Las tasas de alfabetización aumentaron mucho, y en 1975 se fundó la Universidad de Banja Luka.
La creación de esta entidad territorial serbobosnia está estrechamente vinculada a la propia guerra de Bosnia. Su origen se remonta a la República Federal Socialista de Yugoslavia (SFRJ), antes de 1990 compuesta por seis repúblicas: (Eslovenia, Croacia, Bosnia-Herzegovina, Serbia, Montenegro y República de Macedonia). Por diversos factores, su desintegración comenzó con la independencia de Eslovenia y Croacia.
A finales de 1991, y a la luz de los acontecimientos bélicos en Croacia y Eslovenia, una mayoría social serbobosnia estaba representada por el Partido Democrático Serbio (SDS o Srpska Demokratska Stranka), cuyo líder era Radovan Karadzic. Este amenazó públicamente, en el parlamento bosnio a los bosníacos con su desaparición como pueblo si Bosnia-Herzegovina no permanecía dentro de la Federación junto con las dos repúblicas que aún formaban la República Federal Socialista de Yugoslavia: (Serbia y Montenegro).

### Independencia de Bosnia-Herzegovina
El 9 de enero de 1992, el SDS proclama unilateralmente la Comunidad serbia de Bosnia y Herzegovina, de carácter autonomista. Tras la celebración del referéndum sobre la independencia de Bosnia y Herzegovina, los días 29 de febrero y 1 de marzo, que con el boicot masivo de la comunidad serbia, arrojó un 99 % de votos a favor de la independencia, el parlamento bosnio (con la ausencia de los diputados serbobosnios) proclamó la independencia de Bosnia-Herzegovina el 5 de abril, a lo que la asamblea serbobosnia respondió con la proclamación, por parte de su líder Radovan Karadzic, de la República de los serbios de Bosnia (República Srpska) el día 7 del mismo mes.

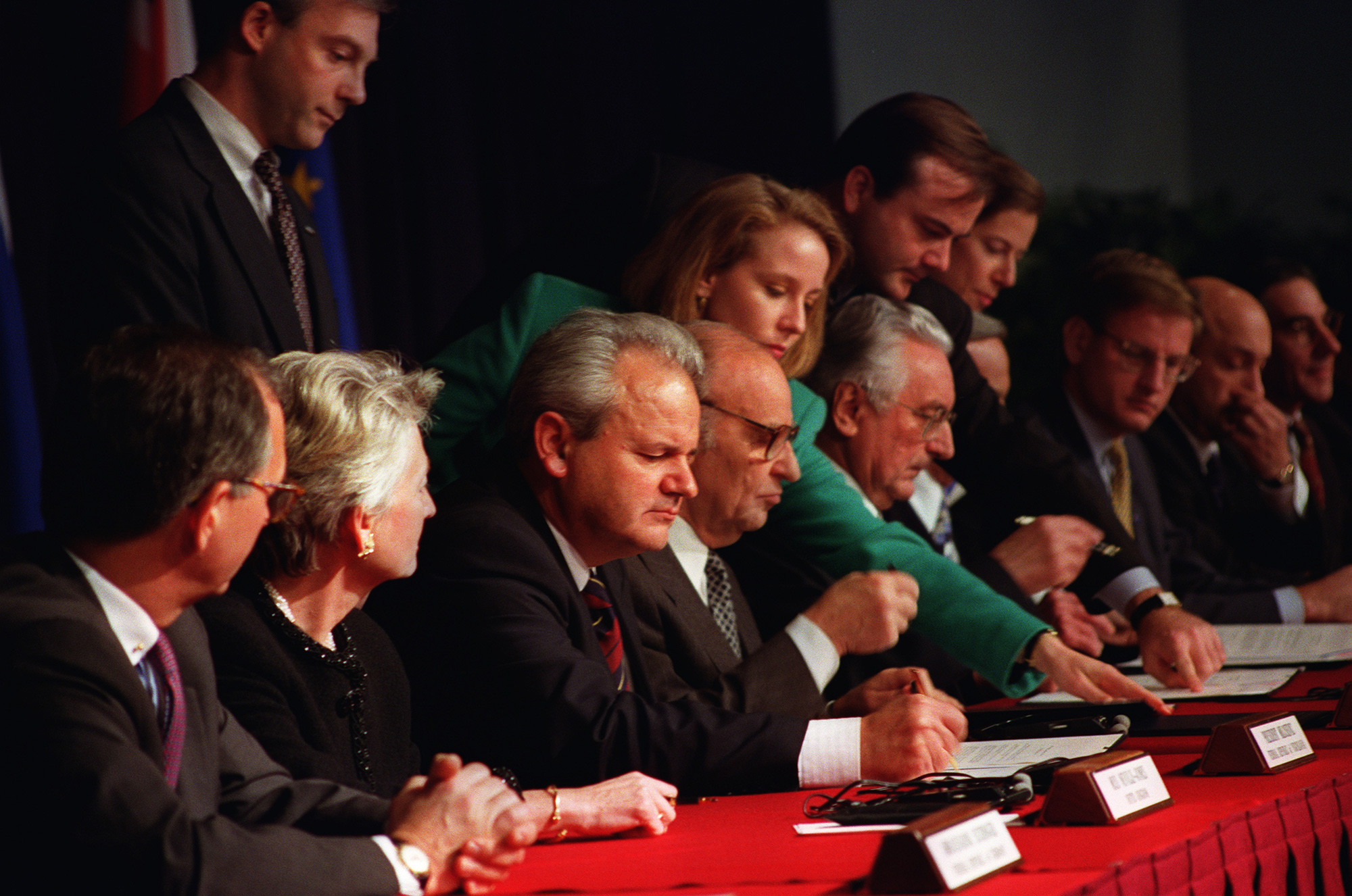
Firma de los Acuerdos de Dayton en 1995 por los presidentes de Serbia (Slobodan Milošević), Bosnia y Herzegovina (Alija Izetbegović) y Croacia (Franjo Tudjman). Milošević actuó como representante de los serbobosnios durante las negociaciones.

### Guerras en Bosnia
Tras el referéndum, el nuevo gobierno bosnio ordenó la salida del Ejército Popular Yugoslavo (JNA), del territorio que administraba. Lejos de asumir la orden, las fuerzas militares de la antigua federación permanecen fieles a Belgrado, formando el Ejército de la República Srpska (VRS), cuyo comandante en jefe fue el general Ratko Mladić, haciéndose desde el principio de la guerra, y gracias a su superioridad militar, con un 70 % del territorio bosnio.
Con el fin de mantener el dominio sobre todo Bosnia-Herzegovina, las fuerzas serbobosnias cometieron todo tipo de delitos contra la población civil, incluyendo limpieza étnica, violaciones masivas y genocidio. El estado bosnio creó su propia fuerza militar, el Ejército de Bosnia-Herzegovina (ARBiH), y la comunidad croata, su propio estado, la República Croata de Herzeg-Bosnia, y su ejército, el Consejo Croata de Defensa (HVO). Tras cruentas operaciones militares que enfrentaron, primero a bosnios contra croatas, en Bosnia central, y luego a una alianza de éstos contra los serbobosnios, la ONU decidió intervenir, creando un cuerpo especial (UNPROFOR), compuesto por fuerzas de varios países, para intentar detener la guerra.

### Fin de la guerra
Cuando el VRS protagoniza varias matanzas, como la masacre de Srebrenica, y ataques a zonas protegidas por la ONU, la OTAN decide su invasión, utilizando su fuerza aérea para bombardear todo el territorio, lo que unido a los avances de la coalición bosniocroata, que llegan hasta las puertas de la capital de la República Srpska, Banja Luka, obligan al contingente serbobosnio a capitular, viéndose obligados a firmar los acuerdos de Dayton.

### Dayton
A pesar de que Serbia siempre negó su implicación en el conflicto, los Acuerdos de Dayton los firma, en representación de la República Serbia de Bosnia, Slobodan Milošević, presidente de Serbia y Montenegro, y posteriormente procesado por el Tribunal Penal Internacional para la ex Yugoslavia por su responsabilidad en la guerra. La República Srpska queda reducida a un 49 % del territorio de Bosnia y Herzegovina.

### Impacto de la guerra

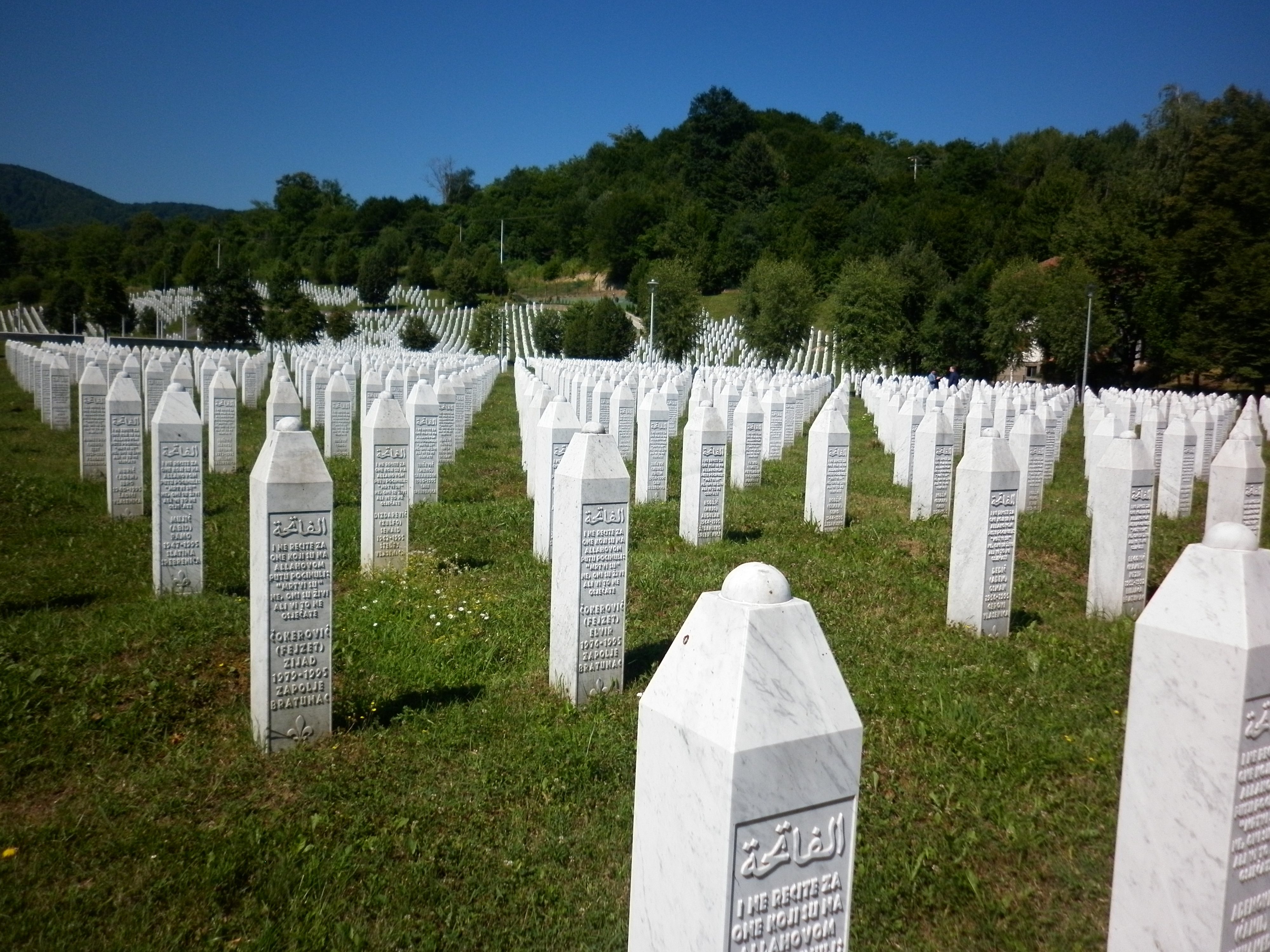
Monumento por el Genocidio de Srebrenica

La guerra en Bosnia y Herzegovina provocó importantes cambios en el país, algunos de los cuales fueron cuantificados en un informe de la UNESCO de 1998. Unos dos millones de personas, aproximadamente la mitad de la población del país, fueron desplazadas. En 1996 había unos 435 346 refugiados de etnia serbia de la Federación en la República Srpska, mientras que otros 197 925 se habían ido a Serbia. En 1991, el 27 % de la mano de obra no agrícola estaba desempleada en Bosnia y esta cifra aumentó debido a la guerra. En 2009, la tasa de desempleo en Bosnia y Herzegovina se estimaba en un 29 %, según el The World Factbook de la CIA. La población serbia de la República Srpska había aumentado en 547 741 personas debido a la afluencia de refugiados de etnia serbia procedentes de la Federación de Bosnia y Herzegovina y del antiguo estado no reconocido de la República Serbia de Krajina en la nueva República de Croacia.
En el este de Bosnia, los serbios bosnios asediaron la ciudad de Srebrenica, entre otras. Srebrenica fue declarada "zona segura" de la ONU en 1993 y sirvió de enclave para los refugiados musulmanes durante los últimos años de la guerra de Bosnia. A mediados de julio de 1995, más de 8000 bosnios musulmanes, principalmente hombres y niños, en la ciudad de Srebrenica y sus alrededores, fueron asesinados en lo que se conoció como la masacre de Srebrenica, que posteriormente fue designada como acto de genocidio por el Tribunal Penal Internacional para la ex Yugoslavia y la Corte Internacional de Justicia.
Los actos de limpieza étnica contra las poblaciones no serbias redujeron el número de otros grupos. La policía, los soldados y los irregulares serbios atacaron a musulmanes y croatas, y quemaron y saquearon sus casas. Algunos murieron en el acto; otros fueron acorralados y asesinados en otros lugares, o fueron obligados a huir. El número de croatas se redujo en 135 386 (la mayoría de la población de antes de la guerra), y el número de bosnios en unos 434 144. Unos 136 000 (27 %) de los aproximadamente 496 000 refugiados bosnios que se vieron obligados a huir del territorio de la actual República Srpska han regresado a sus hogares.
En 2008, el 40 % de los bosnios y el 8,5 % de los croatas habían regresado a la República Srpska, mientras que el 14 % de los serbios que abandonaron sus hogares en territorios controlados por bosnios o croatas, también regresaron a sus comunidades de antes de la guerra.
A principios de la década de 2000, las ONG y la Comisión de Helsinki denunciaron la discriminación de los no serbios. El International Crisis Group informó en 2002 de que, en algunas partes de la República Srpska, un retornado no serbio tiene diez veces más probabilidades de ser víctima de un delito violento que un serbio local. La Comisión de Helsinki, en una declaración de 2001 sobre "Tolerancia y no discriminación", señaló la violencia contra los no serbios, afirmando que en las ciudades de Banja Luka y Trebinje las turbas atacaban a las personas que intentaban poner los cimientos de nuevas mezquitas.

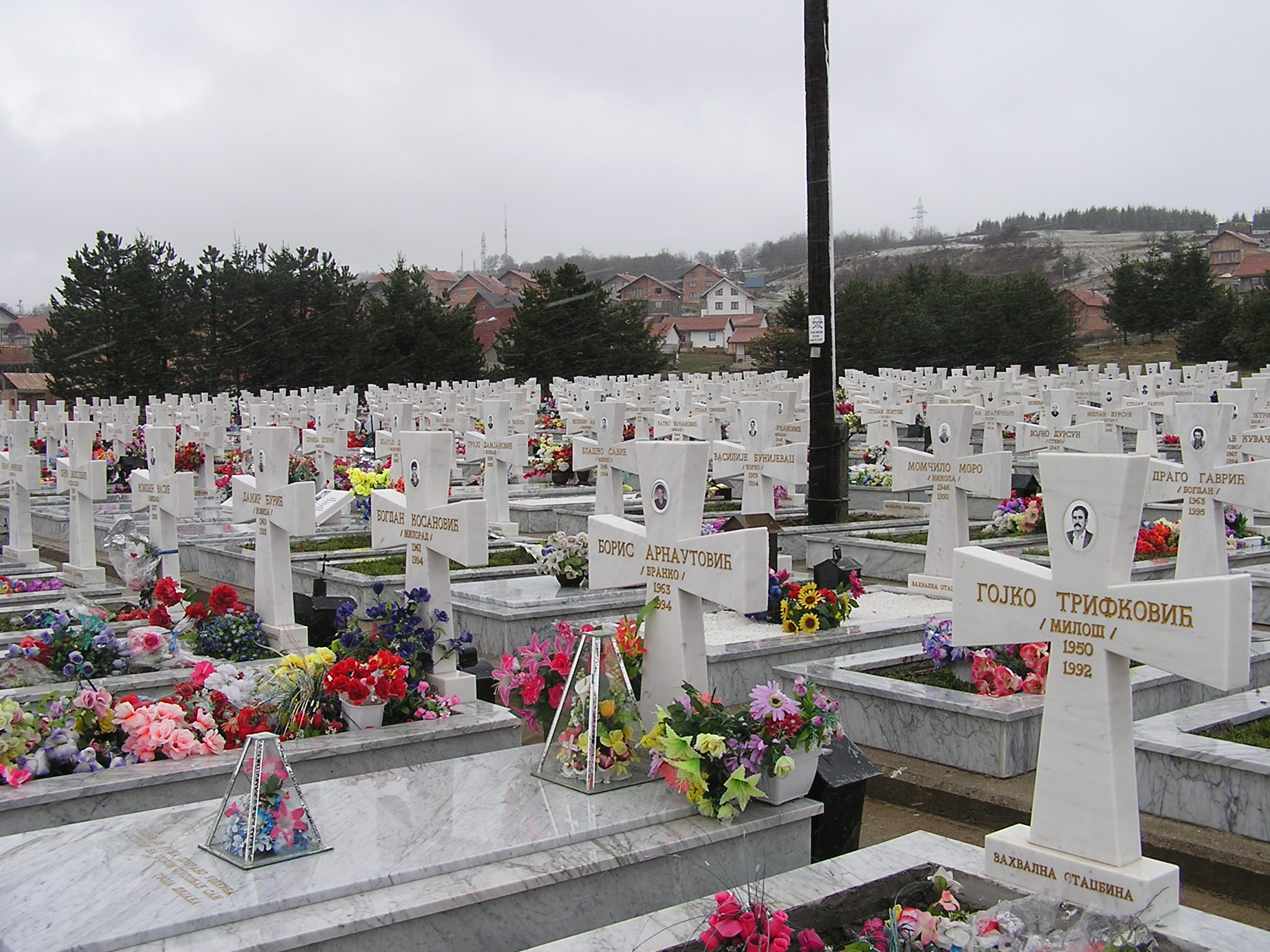
Un cementerio serbio para las víctimas de la guerra en Bratunac

Los no serbios han denunciado continuas dificultades para regresar a sus hogares originales y la asamblea tiene un pobre historial de cooperación en la detención de personas acusadas de crímenes de guerra, crímenes contra la humanidad y genocidio.
Organizaciones como la Sociedad para los Pueblos Amenazados, que presentó un informe al Consejo de Derechos Humanos de las Naciones Unidas en 2008, han denunciado la discriminación que sufren los refugiados no serbios en la República Srpska, especialmente en las zonas con alto índice de desempleo del valle del Drina, como Srebrenica, Bratunac, Višegrad y Foča.
Según el Ministerio de Derechos Humanos y Refugiados de Bosnia y Herzegovina, la Misión de Policía de la Unión Europea, el ACNUR y otras organizaciones internacionales, la seguridad tanto en la República Srpska como en la Federación de Bosnia y Herzegovina es actualmente satisfactoria, aunque algunas amenazas menores, reales o percibidas, pueden seguir influyendo en la decisión de las personas sobre si regresan o no a sus domicilios anteriores a la guerra.

## Geografía

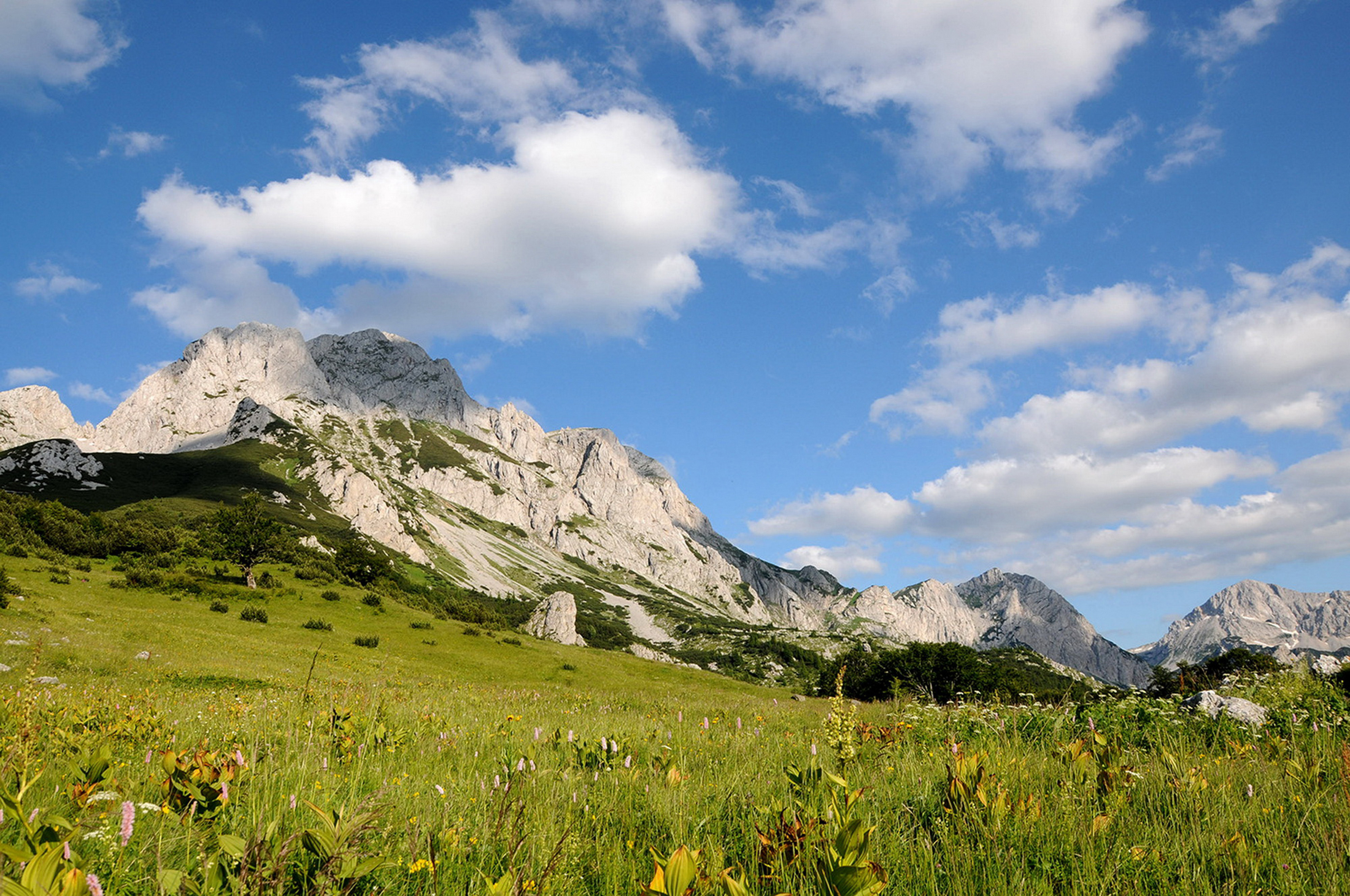
El Maglić es el pico más alto de la República Srpska y de Bosnia y Herzegovina. Está situado en el parque nacional Sutjeska.

La República Srpska está integrada por dos sectores, el oriental en el valle del Drina, Sarajevo Oriental y la parte este de Herzegovina, y el noroccidental con centro en la mayor ciudad, Banja Luka (la capital). El distrito de Brčko, en Posavina sirve de conexión entre ambas. En total, tiene una superficie de 24 811 km², y en términos de extensión es similar a la isla de Cerdeña. 

### Fronteras
La República Srpska limita al norte con Croacia, al noreste con el Distrito de Brčko, al este con Serbia, y al sur y al oeste con la Federación de Bosnia y Herzegovina. La línea administrativa que divide a Bosnia y Herzegovina en dos entidades, se extiende esencialmente a lo largo de las líneas del frente militar que existía al final de la guerra de Bosnia, con los ajustes (los más importantes en la zona occidental del país y los alrededores de Sarajevo) hechos en la conferencia de paz de Dayton. La longitud total de la línea fronteriza es de aproximadamente 1080 km. Es una demarcación administrativa y no controlada por el ejército ni la policía y hay libre circulación a través de ella.

### Topografía
La República Serbia de Bosnia, con forma de herradura, ocupa las zonas norte y este de Bosnia y Herzegovina y abarca el 48,5% de su territorio. El distrito de Brčko, con estatus mixto, divide el territorio en dos partes y es una fuente de tensión entre la República Serbia de Bosnia y la Federación de Bosnia y Herzegovina.
Situado a medio camino entre la llanura panónica y el mar Adriático, la mayor parte del territorio está atravesado por los Alpes Dináricos, interrumpidos por los valles del Bosna, Neretva, Drina, Vrbas y Una. Sin embargo, las llanuras aluviales hacen que el norte sea apto para la agricultura. No tiene acceso al mar. El lago más grande del país, el lago Bileća, está situado en el extremo sur, cerca de Trebinje, junto a la frontera con Montenegro.

### Municipios
En virtud de la Ley de Organización Territorial y Autonomía Local aprobada en 1994, la República Srpska se dividió en 80 municipios. Después de la celebración del Acuerdo de Paz de Dayton, la ley fue enmendada en 1996 para reflejar los cambios de las fronteras del país y ahora se prevé la división de la República Srpska en 63 municipios.

### Ciudades

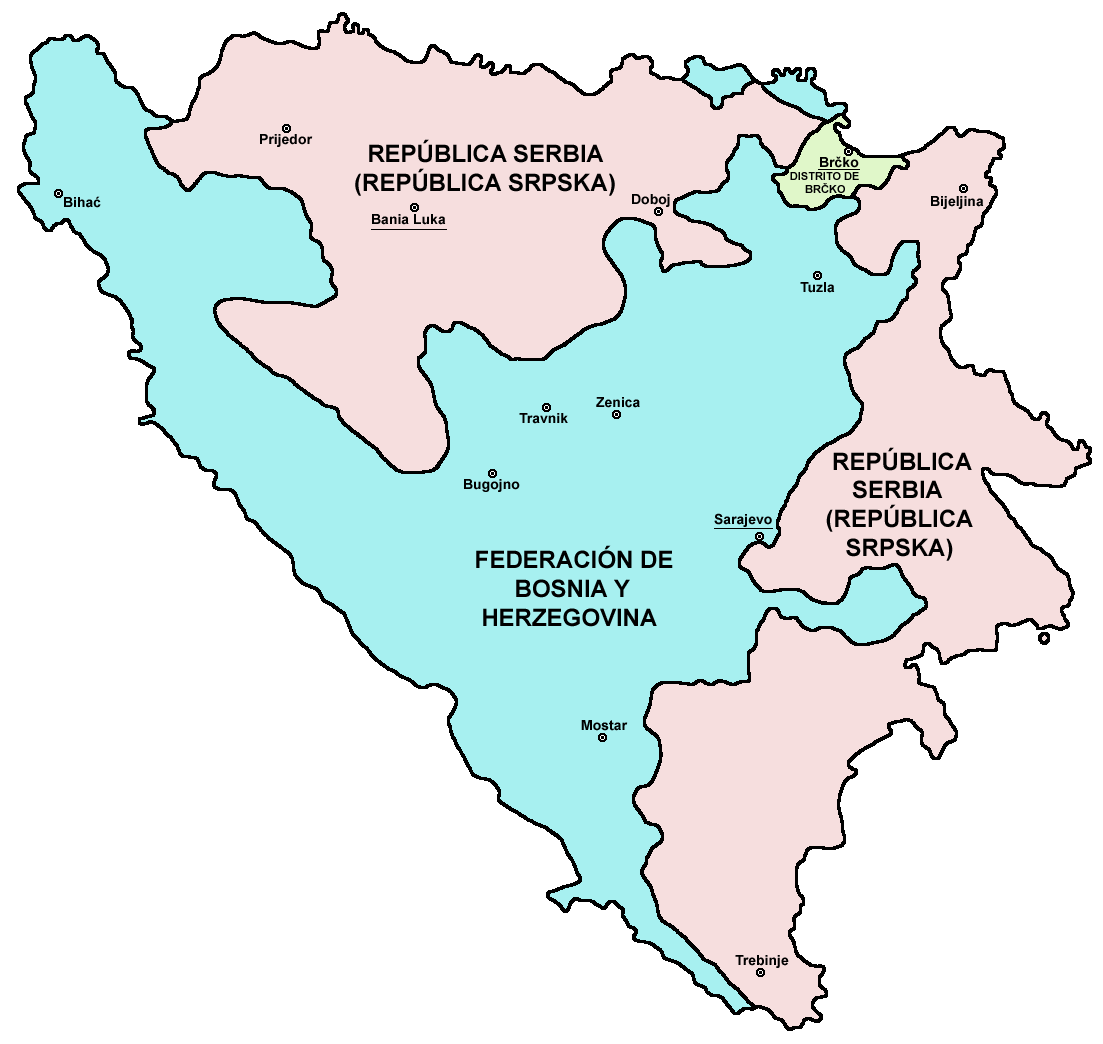
Mapa de la República Srpska.

Las ciudades más importantes de la República Srpska son los siguientes: 
- Banja Luka - (175 000 habitantes)
- Bijeljina - (100 000)
- Prijedor - (98 000)
- Doboj - (96 000)
- Sarajevo Oriental - (71 210)
- Gradiška - (75 000)
- Trebinje - (70 000)
- Prnjavor - (45 000)
- Mrkonjić Grad - (40 000)
- Foča - (35 000)
- Novi Grad - (30 000)
- Bileća - (25 000)
- Modriča - (32 000)

Nota: la ciudad de Brčko se encuentra en el Distrito de Brčko, que forma parte de ambas entidades (la República Srpska y la Federación de Bosnia y Herzegovina).

### Hidrografía

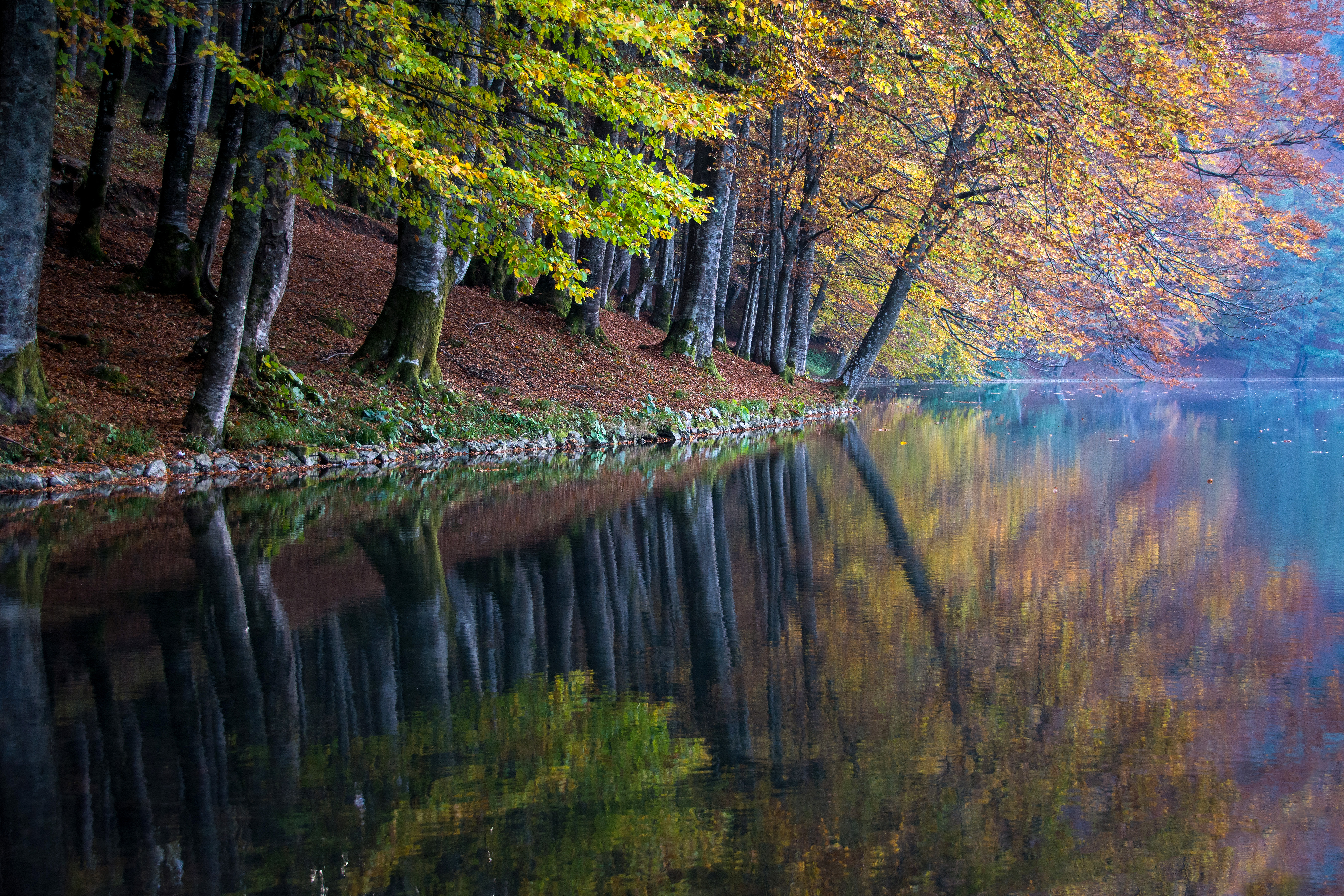
Lago Balkana

Los principales ríos son el Sava, un afluente del Danubio que forma la frontera norte con Croacia; el Bosna, el Vrbas, el Sana y el Una, que fluyen hacia el norte y desembocan en el Sava; el Drina, que fluye hacia el norte, forma parte de la frontera oriental con Serbia, y es también un afluente del Sava. El Trebišnjica es uno de los ríos de hundimiento más largo del mundo. Pertenece a la cuenca de drenaje del mar Adriático. La cascada Skakavac en el Perućica es una de las más altas del país, con unos 75 m de altura. Los lagos más importantes son el lago Bileća, el lago Bardača (que incluye una zona de humedales protegidos) y el lago Balkana.

### Clima
La República Srpska está ubicada en la zona templada del norte y se pueden distinguir tres espacios climáticos.
- mediterráneo,[31] con variantes de clima mediterráneo clásico y alterado;
- Montañoso,[32] marcado por la abundancia de nieve en invierno y veranos agradables y frescos;
- Continental,[32] con variantes de clima templado-continental y solo continental.

Las diferentes influencias climáticas que se sienten en el área de la República Srpska son el resultado de los elementos naturales y las leyes de circulación general de las masas de aire en un área más amplia. La parte norte de Peripanonia pertenece a la zona climática continental templada en la que también se siente la influencia climática de Panonia (estepa) del norte. Los veranos son cálidos y los inviernos en su mayoría moderadamente fríos, con una temperatura media anual superior a los 10 °C. La precipitación se distribuye en su mayoría de manera uniforme, y las cantidades más grandes se excretan cuando los cultivos agrícolas más lo necesitan (mayo-junio). Como regla general, la cantidad de precipitación disminuye desde el oeste (1500 mm) hacia el este (700 mm) debido a la influencia de las corrientes de aire del oeste.

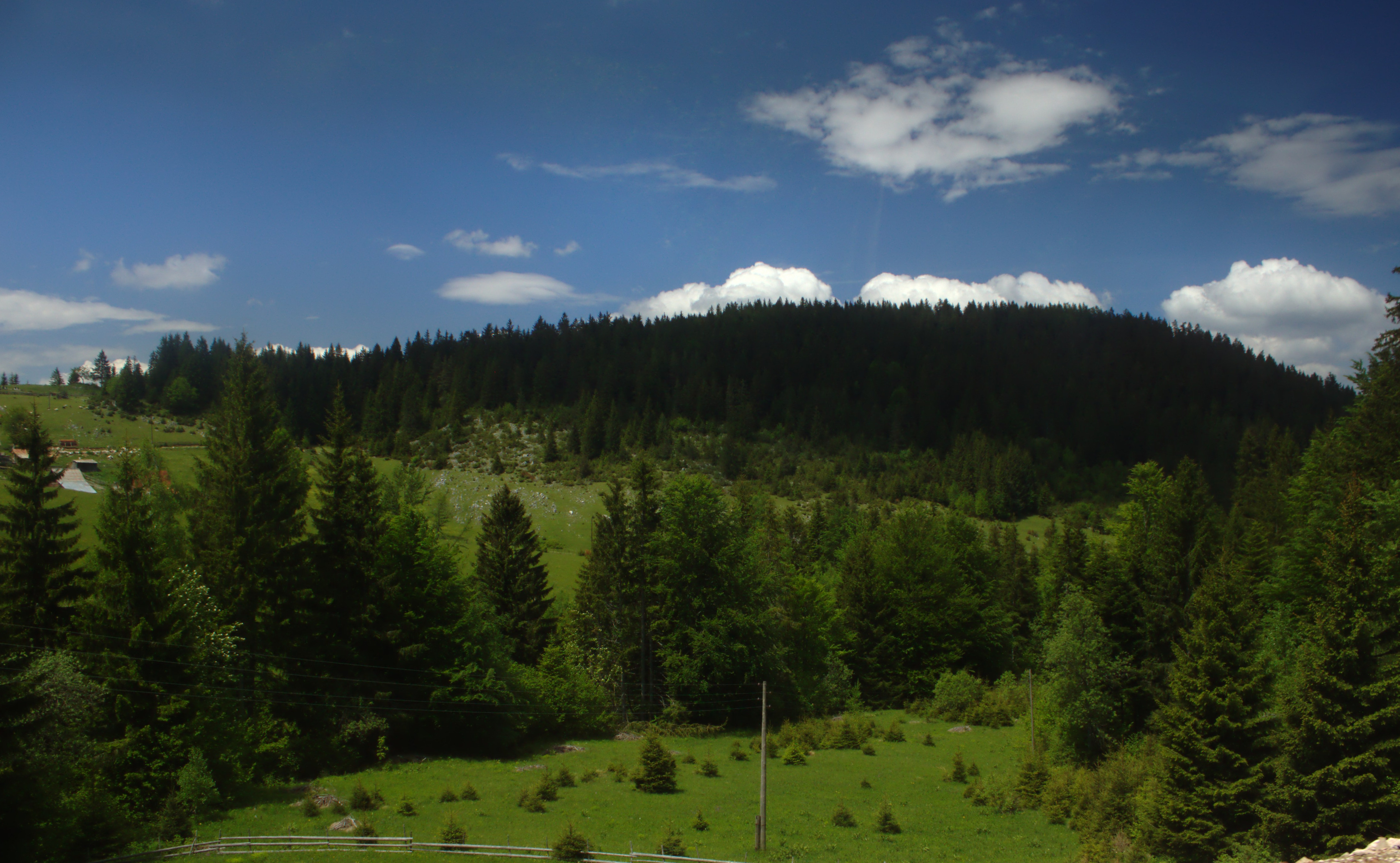
Paisaje en Romanija

La variante montañosa y de montañas y valles (premontañosa) tiene influencia climática y se siente en la mayor parte de la República Srpska. Grandes macizos montañosos tienen un clima de montaña cuyas características son veranos frescos y cortos, e inviernos largos, fríos y nevados. Las nevadas son abundantes y duraderas, y la altura de las precipitaciones supera los 1200 mm. A diferencia del clima de montaña de estas áreas, las áreas montañosas y los valles y valles tienen un clima ligeramente más templado: el valle. Sus principales características son veranos moderadamente cálidos e inviernos más bien fríos, con una temperatura media anual inferior a 10 °C, y una altura de precipitación de 700-1000 mm.
La parte sur de la República Srpska, es decir, la zona de Herzegovina (Humine) tiene un clima mediterráneo, mientras que la zona de Rudina se caracteriza por una variante de transición entre el clima de Humina y el clima de montaña. El clima de Humina está determinado por la influencia del mar, por lo que los veranos son muy cálidos y los inviernos bastante suaves. La temperatura media anual oscila entre los 14 °C y los 16 °C. La ciudad más cálida de la República Srpska y Bosnia y Herzegovina, la ciudad de Trebinje, se encuentra en esta región. La distribución de las precipitaciones es desfavorable, ya que las lluvias caen mayoritariamente en otoño e invierno, y menos en verano, cuando se presentan periodos secos más breves. Predominan las precipitaciones sobre las nevadas. En contraste con estas características climáticas de otras partes del país, el clima de Rudina se caracteriza principalmente por temperaturas más bajas en verano y nevadas significativas en invierno.

### Flora
La República Srpska es una de las zonas más boscosas de Europa, con más del 50 % de su superficie cubierta de bosques. Perućica es uno de los últimos bosques primarios de Europa.
En la entidad se encuentran dos parques nacionales densamente arbolados: el parque nacional de Sutjeska y el parque nacional de Kozara. 
La vegetación de la República Srpska está determinada por una gran diversidad, que es principalmente una consecuencia de las condiciones climáticas. El conjunto forestal es de especial importancia, y uno de los más extendidos es el área de vegetación climazonal de bosques de encino. En el norte, a lo largo de la ribera del río Sava y sus afluentes mayores, existe un cinturón de robles comunes, que se intercalan en lugares con bosques de robles albar y carpes.  Espacialmente, este cinturón continúa hasta el cinturón forestal en Eslavonia conocido como "bosques de robles de Eslavonia". Más al sur, en áreas montañosas y elevadas, hay una comunidad forestal de robles albar y carpes, y en algunos lugares se han desarrollado bosques de hayas de las estribaciones.

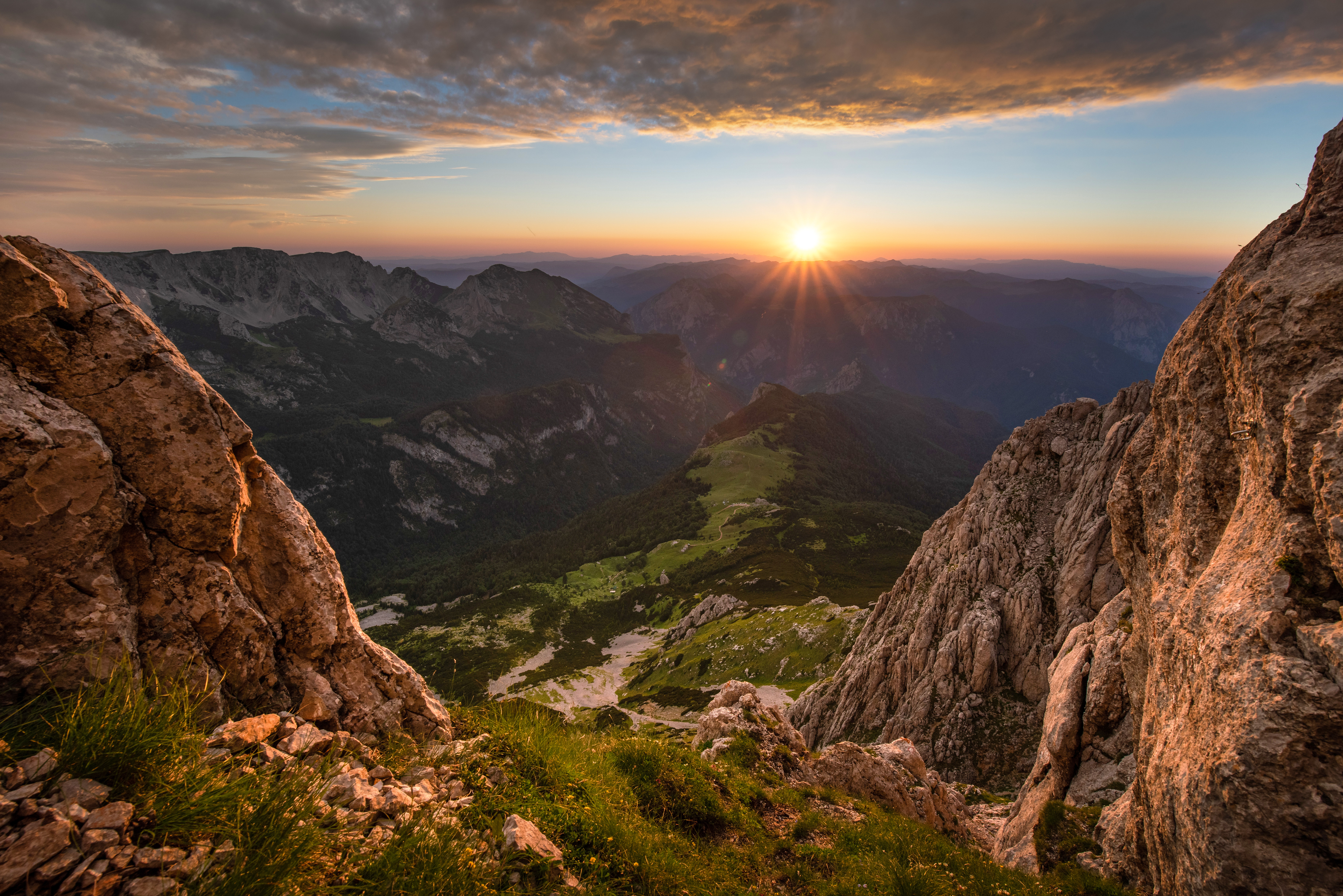
Paisaje del parque nacional Sutjeska.

Teniendo en cuenta que se trata de una zona vegetal-geográfica de Panonia y premontañosa, que además es la más densamente poblada con población agrícola, es por ello que las comunidades forestales se han reducido a áreas más pequeñas. También se encuentran localidades más pequeñas de robles albar y carpe en el valle de Neretva en el este de Herzegovina.
Una parte significativa del territorio de la República Srpska está cubierta de bosques de hayas, y en las zonas montañosas más altas se han desarrollado comunidades forestales mixtas de hayas, y abetos. Los principales compañeros de los hayedos son el arce, el olmo, el fresno blanco y otras especies. El cinturón de los hayedos ocupa el área vegetal-geográfica predinárico y dinárico. Están algo más extendidos en el este que en el oeste de Serbia.
Dentro de las áreas de vegetación forestal, especialmente en áreas montañosas y montañosas, áreas importantes están cubiertas de vegetación herbácea (prados y pastos) y son especialmente importantes para el desarrollo ganadero. La vegetación de la República Srpska es muy interesante desde el punto de vista de especies endémicas importantes, lo que se confirma por la presencia de abeto Pančić en el valle de Drina (selva tropical de Perućica cerca de Foča).

### Parques Nacionales
Tres de los cuatro parques nacionales de Bosnia Herzegovina se encuentran íntegramente en el territorio de la República Srpska, siendo el de más reciente creación el parque nacional Drina establecido en 2017.
| Nombre                   | Imagen | Superficie (km²) | Establecido |
| ------------------------ | ------ | ---------------- | ----------- |
| Parque nacional Sutjeska |        | 173              | 1965        |
| Parque nacional Drina    |        | 63               | 2017        |
| Parque nacional Kozara   |        | 34               | 1967        |

## Economía

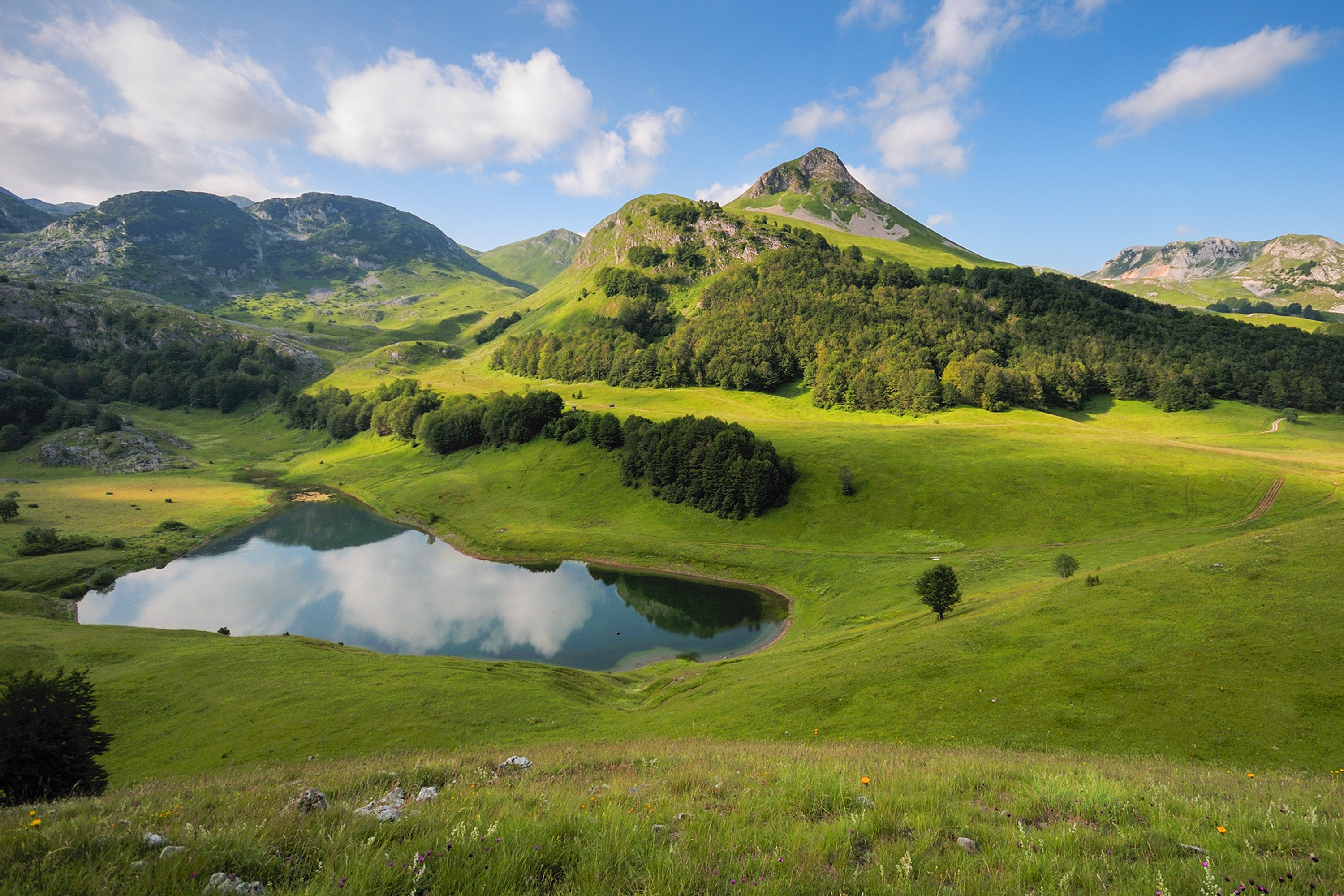
El lago Orlovačko se encuentra en el parque nacional de Sutjeska. El turismo es una actividad económica con mucho potencial en la República Srpska.

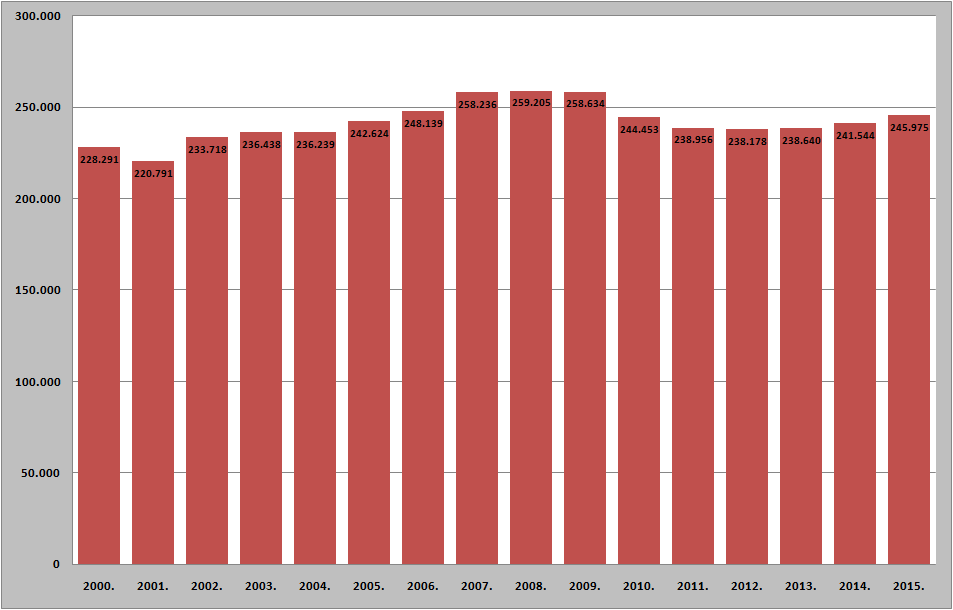
Nivel anual de empleo entre 2000 y 2015.

La República Srpska, utiliza el marco convertible, unidad monetaria oficial de Bosnia y Herzegovina. A pesar de ello, y gracias a las medidas económicas tomadas, goza de algunas ventajas para la creación de empresas con respecto a la Federación.

### Inversión extranjera
Las minas de mineral de hierro de Ljubija Prijedor han recibido un importante impulso tras las inversiones de la multinacional británica LNM, uno de los principales productores mundiales de acero, así como las minas de plomo y zinc de Srebrenica por parte de la empresa rusa Yuzhuralzoloto. La privatización de Telekom Srpske, adquirida por Telekom Srbija
y la industria petrolera, localizada en Brod, Modriča y Banja Luka, explotada con capital también ruso son dos de las operaciones de mayor relevancia. Asimismo, la principal empresa checa de producción de energía eléctrica, Grupo ČEZ, ha invertido en la ampliación y creación de centrales termoeléctricas en el país.

### Comercio exterior
En los últimos años las exportaciones (sin incluir el comercio con la Federación de Bosnia y Herzegovina) han aumentado considerablemente, y el nivel de cobertura de las importaciones ha mejorado un 38,3 % en 2005 y un 55,8 % en 2006. En 2007 las exportaciones habían crecido un 19 % cada año, y las importaciones un 39 %.

### Fiscalidad
Desde el año 2001, la República Srpska ha iniciado importantes reformas en el sistema fiscal, reduciendo la presión fiscal al 28,6 %, uno de los más bajos de la región. El 10 % de tasa de impuesto sobre las ganancias de capital y el impuesto sobre la renta son los más bajos de Europa, lo que le hace muy estimulante para la inversión extranjera, y no hay límites en la cantidad de ingresos. Ahora las necesidades son aumentar el número de contribuyentes y los ingresos presupuestados, y la creación de un sistema fiscal estable para la continuación de las reformas en los ámbitos de la fiscalidad y deberes; lo que se ha convertido en objetivo prioritario de las autoridades económicas. El IVA, ha sido introducido en 2006. El impuesto sobre la renta es del 46 %, en comparación con casi el 70 % en la Federación, y la tasa del impuesto de sociedades es del 10%, en comparación con el 30 % en la Federación.

### Salarios
De 1998 a 2003, el salario medio mensual en la República Srpska aumentó de 280 a 660 Marcos Convertibles, de acuerdo con la Agencia de Estadísticas de Bosnia y Herzegovina. El salario bruto medio en agosto de 2004 era de 340 euros, siendo en enero de 2007, el salario bruto medio en Bosnia y Herzegovina de 400 euros.

### Turismo
Algunos tipos de turismo en la República Srpska son: de montaña, de balnearios, religioso, etnoturismo y ecoturismo.

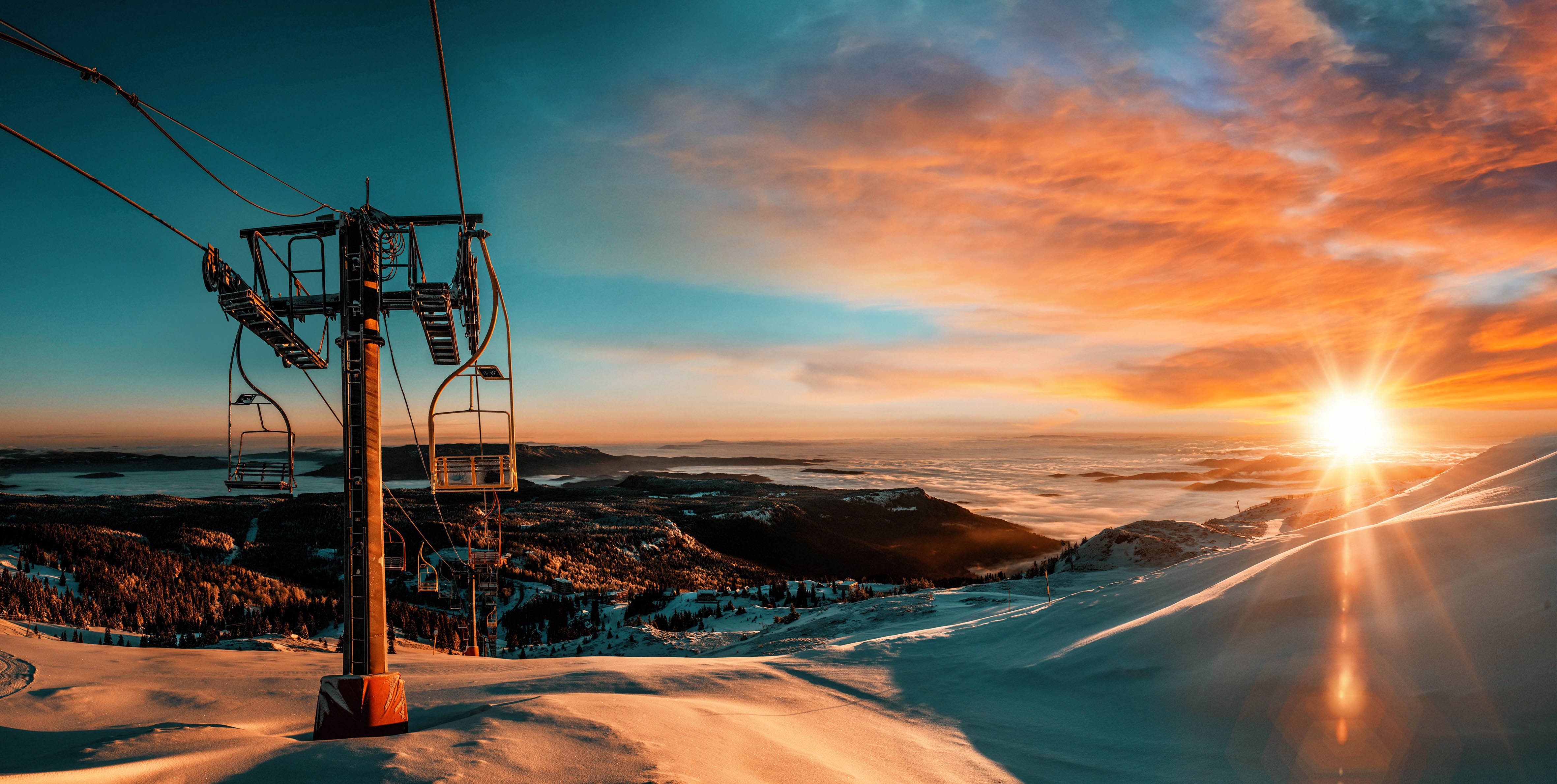
La estación de esquí de Jahorina es la mayor de Bosnia y una de las mayores de los Balcanes

La República Srpska tiene unos recursos naturales ricos pero fragmentados. Las montañas más populares son: Zelengora, Treskavica, Jahorina, Romanija, potom Grmeč, Kozara, Ozren y muchas otras, con una rica flora y cotos de caza.
La estación de esquí de Jahorina es una estación de montaña y el mayor y más popular centro turístico de invierno del país. La estación de esquí está situada en las laderas de la montaña Jahorina, en los Alpes Dináricos. Se encuentra a 15 km del municipio de Pale y a 30 km del aeropuerto internacional de Sarajevo. La estación de esquí de Jahorina acogió competiciones de esquí alpino durante los Juegos Olímpicos de Invierno de 1984.
La aldea real de Kontromanićevo, cerca de Doboj, y Stanišići son destinos populares para el etnoturismo. Andrićgrad es un complejo turístico inspirado en las obras del premio Nobel Ivo Andrić, situado en el Drina, cerca de Višegrad. Es de piedra y cuenta con unos cincuenta objetos, entre los que se encuentran un teatro local, un cine, una galería de arte, una iglesia, el instituto de Andrić, hoteles y varias tiendas.
En la República Srpska hay varios ríos de aguas claras y con potencial para la pesca, como Una, Sana, Tara, Drina y Ukrina.
Los balnearios más conocidos de Srpska son Vrućića, Dvorovi, Guber, Laktaši, Lješljani, Mlječanica y el balneario de Višegrad.
Un importante acontecimiento anual de los serbios de la región de Bosanska Krajina es la Corrida de Grmeč. Hasta ahora se han celebrado 248 corridas en Grmeč

### Agricultura

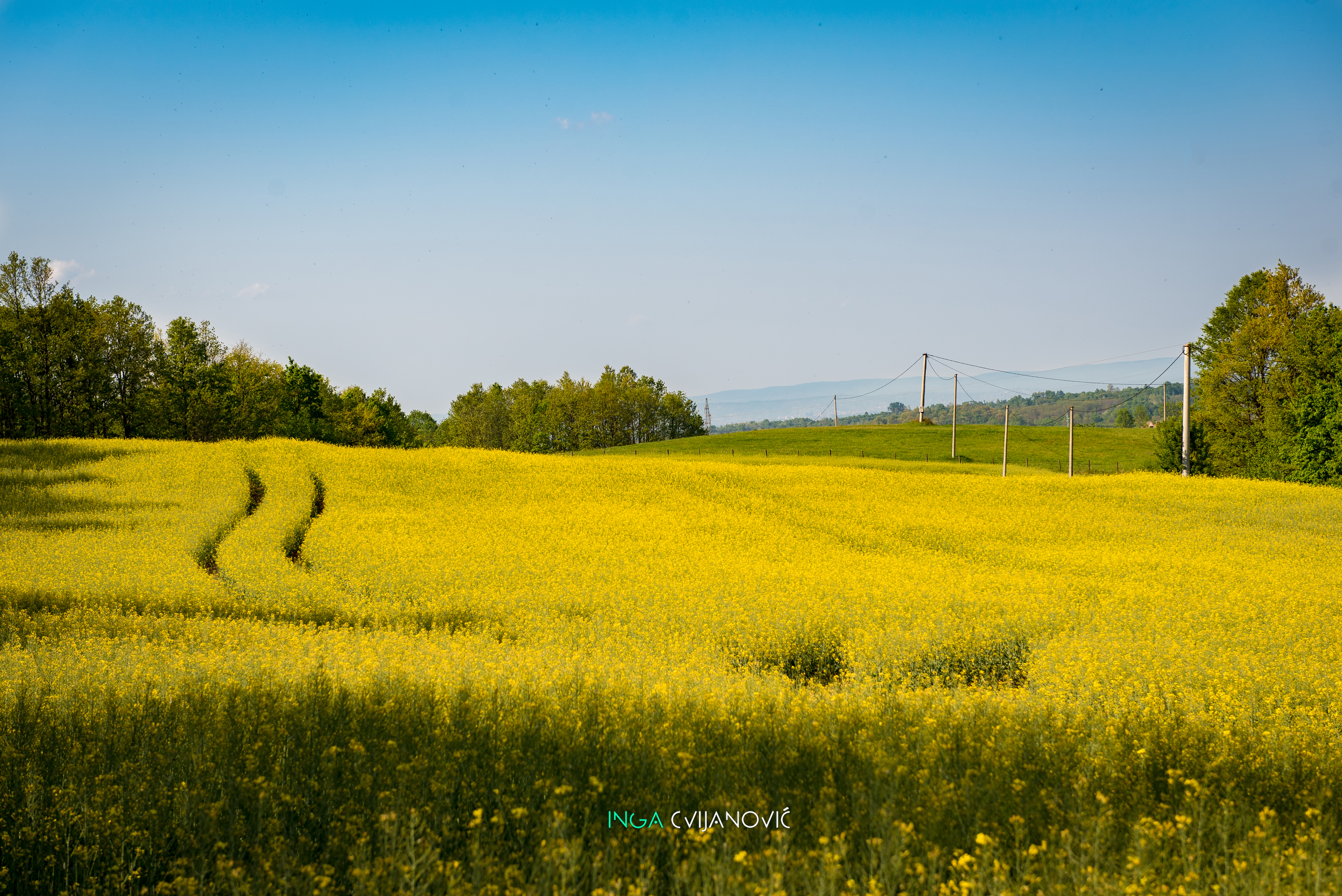
Campo agrícola en la República Srpska

La agricultura juega un papel importante en la economía de la República Srpska, pero su participación en el PIB de la República está disminuyendo gradualmente. En 2011, el sector agrícola representó el 8,9 % del PIB, en 2015 esta cifra fue del 7,8 % del PIB. Al mismo tiempo, el 29,1% (91 mil personas) de la población ocupada trabaja en la agricultura. Este indicador también viene cayendo desde 2011, cuando el 32,7% de la población ocupada trabajaba en esta área.
La facturación del comercio exterior de productos agrícolas en 2015 ascendió a 293,8 millones de marcos convertibles, 30,4 millones más que en 2014. En las exportaciones, la participación de los productos agrícolas es del 2,3% y en las importaciones, del 5,4%. El grueso de las exportaciones son manzanas, peras y membrillos, su principal comprador es Rusia. Las importaciones están dominadas por el maíz, suministrado principalmente desde Serbia.
En 2015 se sembraron 306 mil hectáreas de terrenos agrícolas con cultivos varios. Lograron cosechar 127.000 toneladas de trigo, 561.000 toneladas de maíz, 48.000 toneladas de manzanas y 67.000 toneladas de ciruelas
En el mismo año, había 229 000 bovinos, 452 000 cerdos, 486 000 ovejas y más de 11 millones de aves de corral.
El 2015 fue un año récord en el campo de la producción de miel, se recolectaron 1974 toneladas. De estas, 240 toneladas se recogieron en Bijelin.

### Industria
Según los informes de diversas empresas y firmas, el valor total de la producción industrial en 2015 ascendió a más de 4.800 millones de marcos convertibles, un 6% menos que en 2014. De estos, el 72,2% correspondió a la industria de transformación. Del costo total de producción, el 38,1% es para su exportación.

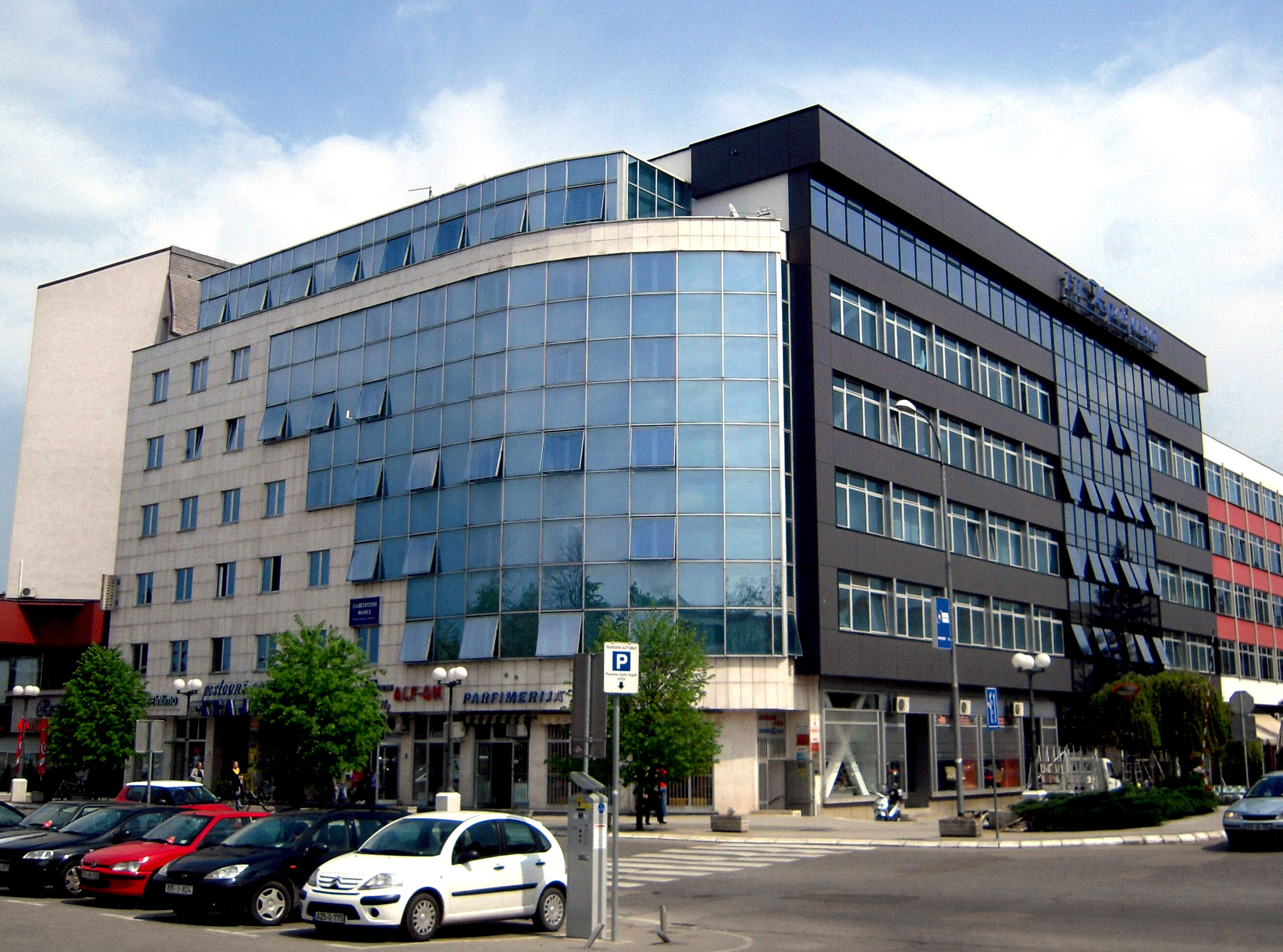
Sede de GP Krajina una empresa constructora de Bania Luka.

El número total de firmas y empresas en la industria a finales de 2015 era de 4436. El 89% eran de propiedad privada. El volumen de inversiones en la industria ascendió a 635 millones de marcos convertibles, un 37,6 % menos que en 2014.
La industria emplea al 27,5 % de la población activa.
El principal centro industrial de la región es Banja Luka, en la ciudad hay empresas como "Jelshingrad" (metalurgia), "Microelectrónica", "Hemofarm", etc.

### Construcción
En 2015, la construcción registró un ligero descenso del 1,1% en comparación con el año anterior. La industria aportó el 4,7% del PIB y atrajo el 18,7% de la inversión total. El valor total de las obras de construcción superó los 621 millones de marcos convertibles. En términos de valor, los más importantes son los proyectos de infraestructuras (217 millones de marcos convertibles), oficinas y centros comerciales (133 millones) y viviendas (128 millones).
La construcción emplea al 4,5% de los trabajadores del territorio.
En la construcción de edificios residenciales, los pisos de una sola habitación son los más masificados: el 40,8%. El coste medio de la vivienda nueva es de 1.520 marcos convertibles por metro cuadrado.

## Política y Gobierno

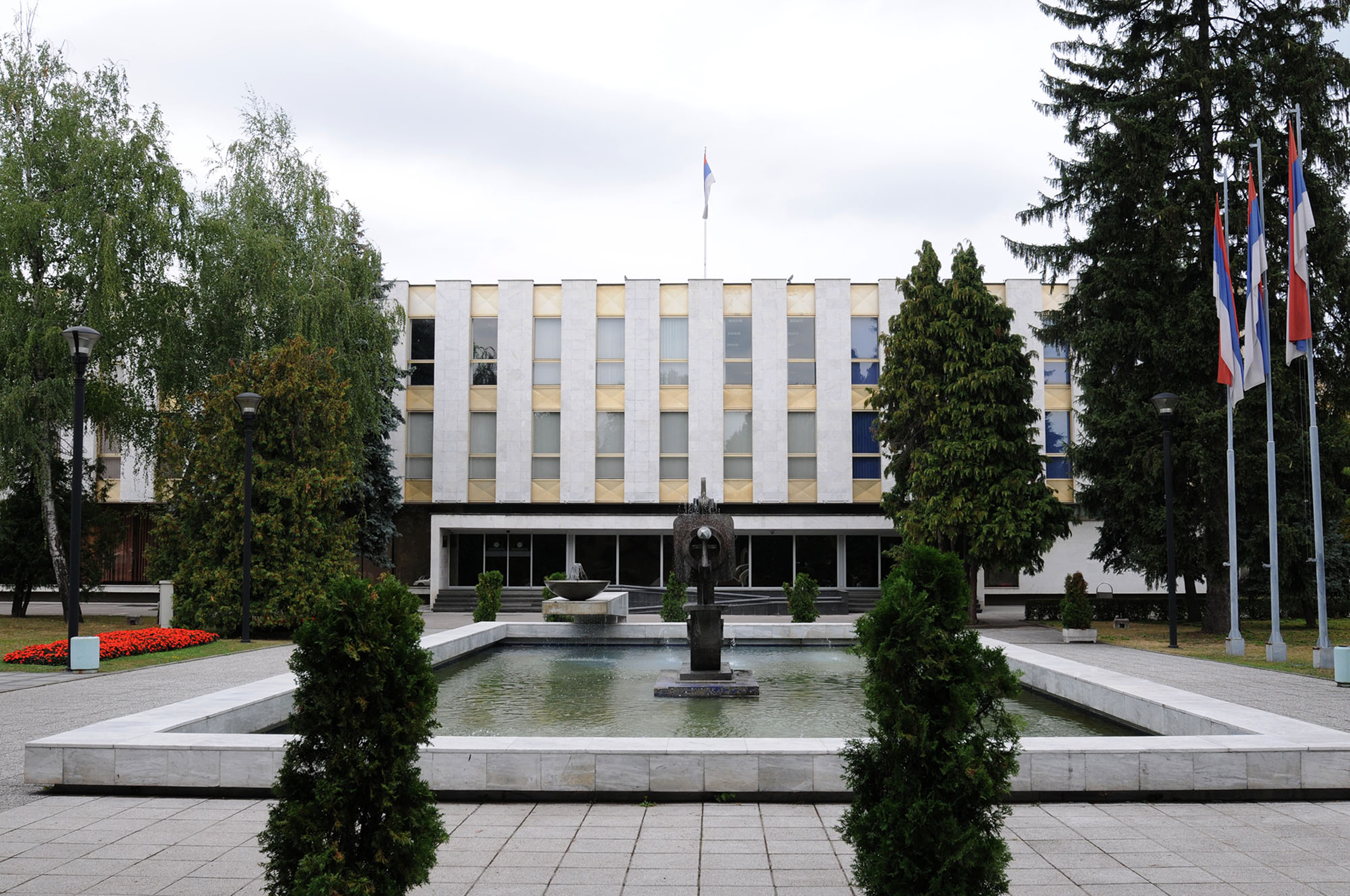
Edificio de la Asamblea Nacional de la República Srpska, el órgano legislativo de la entidad.

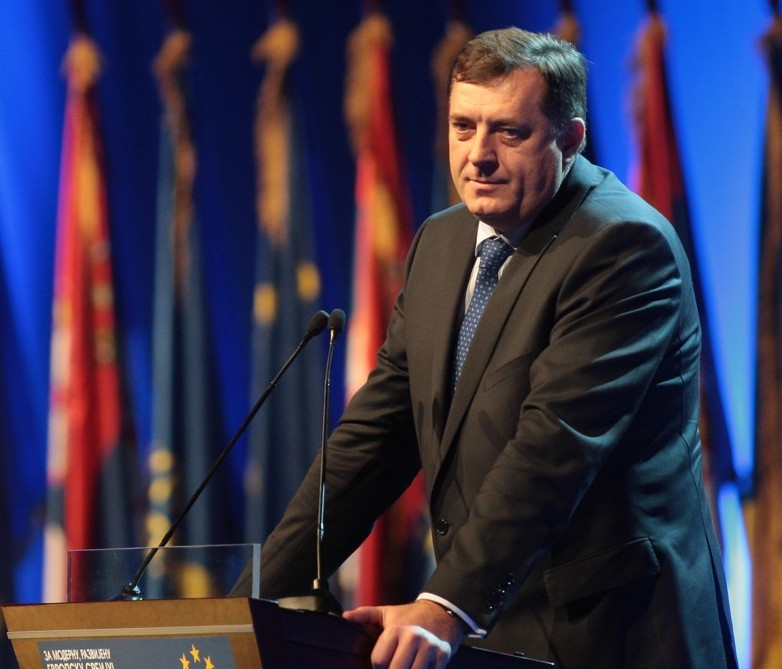
Milorad Dodik, presidente de la República Srpska desde 2010. Anteriormente fue primer ministro entre 2006 y 2010.

En virtud de su constitución, la República Srpska tiene un presidente, el parlamento (los 83 miembros de la Asamblea Nacional de la República Srpska), ejecutivo (con un primer ministro y varios ministerios), Tribunal Supremo y tribunales inferiores, el servicio de aduanas (bajo las leyes estatales del servicio de aduanas) y servicio postal. También tiene su propio escudo de armas, bandera (la tricolor eslava), e himno nacional. La Ley constitucional sobre escudo de armas e himno de la República Srpska no estaba en conformidad con la Constitución de Bosnia y Herzegovina, ya que afirma que los símbolos "representan la condición de Estado de la República Srpska" y se utilizan "de conformidad con las normas morales del pueblo serbio". De acuerdo con la decisión del Tribunal Constitucional, la ley debe ser cambiada. La asamblea nacional de la República Srpska formó una junta para realizar una propuesta para el himno y el escudo de armas de la República Srpska. Su buque insignia de las compañías aéreas, Air Srpska; dejó de funcionar en 2003. 
A pesar de que la Constitución nombra Sarajevo como capital de la República Srpska, la ciudad de Bania Luka es la sede de la mayor parte de las instituciones de gobierno, incluido el Parlamento; y por tanto, es la capital de facto.
Después de la guerra, la República Srpska conservó su ejército, pero, bajo considerable presión extranjera (que actúa principalmente a través de la Oficina del Alto Representante), el Parlamento dio su consentimiento para la transferencia del control del Ejército de la República Srpska al estado, y abolir el Ministerio de Defensa. A partir de 2003, este ejército comenzó a integrarse en las Fuerzas Armadas de Bosnia y Herzegovina. Estas reformas fueron requeridas por la OTAN como una condición previa a Bosnia y Herzegovina para su admisión en la Asociación para la Paz, donde ingresó el 14 de diciembre de 2006. 
La República Srpska tuvo su propia fuerza de policía, pero en octubre de 2005, también bajo presión, el Parlamento dio su consentimiento a la creación, en un período máximo de cinco años- de un único servicio de policía integrado en el ámbito estatal, con áreas de policía local que pueden cruzar la línea inter-fronteriza si es necesario y basándose en consideraciones técnicas. La Unión Europea insistió en estas reformas como condición previa para la negociación de un Acuerdo de Estabilización y Asociación con Bosnia y Herzegovina. 
El tema de la transferencia de la policía sigue sin solución. En noviembre de 2006, la jefatura de la policía de la República informó que el acuerdo estaba roto por la comunidad internacional, no por ellos. En el acuerdo está escrito que "la Dirección de la Comisión para la reforma de la policía estará compuesta por profesionales y expertos de todos los niveles de gobierno (Bosnia y Herzegovina, las entidades, los cantones )...", y que había sido ignorado cuando una Misión de Policía de la UE fue incluida en la representación.

### Estatus
El gobierno de la República Srpska está compuesto por un presidente, un primer ministro y dos vicepresidentes que, según los acuerdos, deben pertenecer a las comunidades mayoritarias del país (Serbia, Bosniaca y Croata) que no estén representadas por la figura del presidente. La Asamblea Nacional consta de 83 escaños, y por encima de todos estos poderes se encuentra el alto representante de la comunidad internacional para Bosnia y Herzegovina, desde 2021 el político alemán Christian Schmidt.
El primer ministro de la República Srpska, Milorad Dodik introdujo en el debate público la idea de un referéndum para la independencia de ésta cuando Montenegro se separó del estado que formaba con Serbia en un referéndum, el 21 de mayo de 2006, lo que consideraba una solución justa y una reivindicación mayoritaria de los serbios de Bosnia, argumentando que es un estado sin un futuro viable.

### Relaciones exteriores

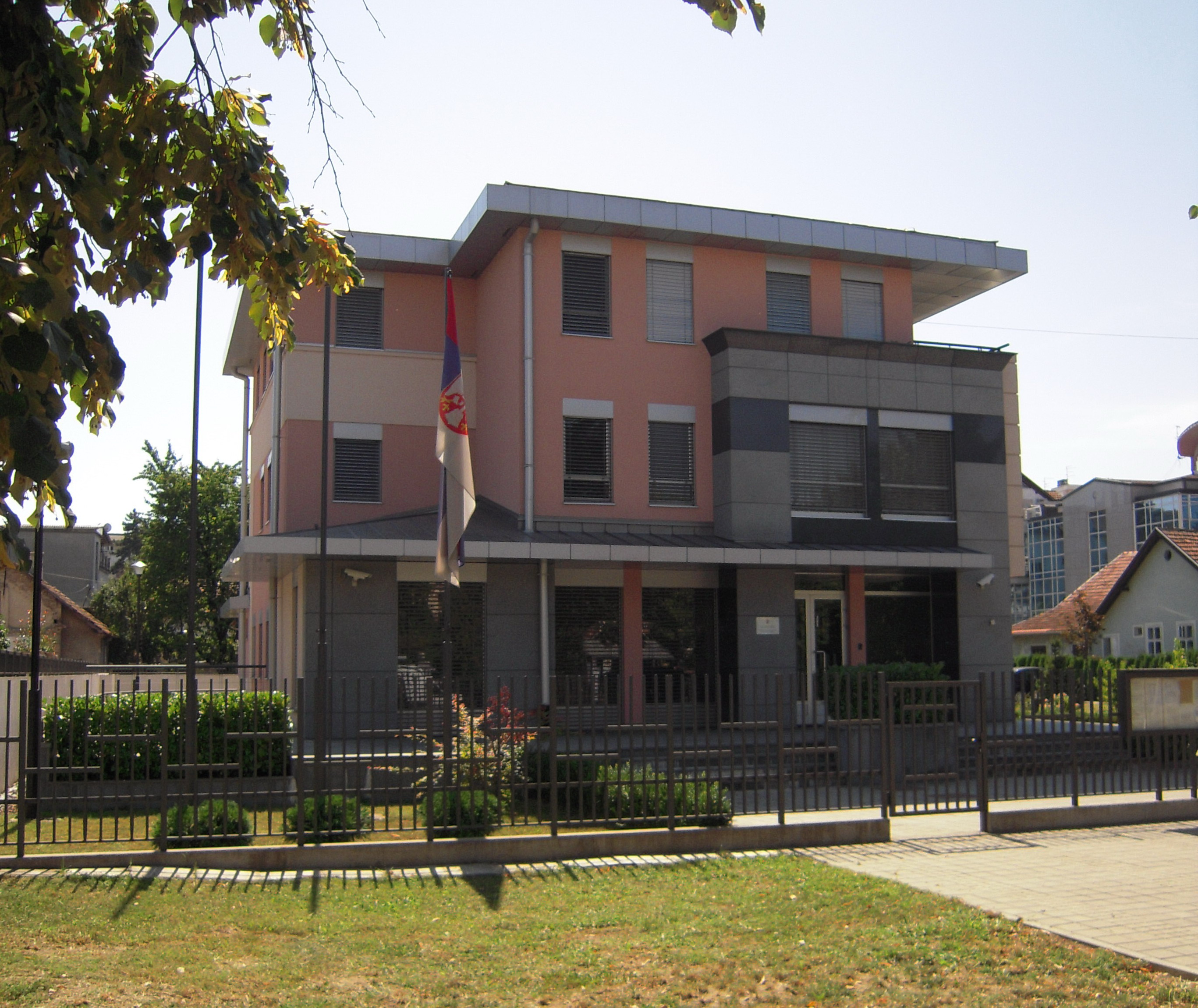
Consulado de Serbia en Bania Luka

La República Srpska es miembro del Comité Europeo de las Regiones, que brinda apoyo a las regiones en el proceso de ampliación europea. Ha suscrito varios convenios de cooperación, como acuerdo con la ciudad federal de San Petersburgo (Rusia), la Región de Véneto y la Provincia de Belluno (Italia) y el Distrito de Troms (Noruega). 
Para mejorar todas las formas de cooperación con instituciones y organizaciones en el extranjero, el Gobierno de la República Srpska ha establecido nueve representaciones económicas (Bélgica, Israel, Rusia, Serbia, Alemania, Austria, Grecia, Estados Unidos y Chipre). 
Hasta el momento, el Gobierno de la República Srpska ha enviado cinco informes al Consejo de Seguridad de las Naciones Unidas sobre la situación en la República Srpska y Bosnia y Herzegovina.

### Organización político-administrativa
Los 63 municipios:
| Berkovići       | Bijeljina   | Bileća              | Bratunac     | Čajniče           | Čelinac         | Derventa            | Doboj         | Gacko          |
| Gradiška        | Han Pijesak | Jezero              | Kalinovik    | Kneževo           | Kotor Varoš     | Bosanska Dubica     | Krupa na Uni  | Kupres         |
| Laktaši         | Lopare      | Ljubinje            | Milići       | Modriča           | Mrkonjić Grad   | Nevesinje           | Novi Grad     | Osmaci         |
| Pale            | Pelagićevo  | Petrovac            | Petrovo      | Prijedor          | Prnjavor        | Ribnik              | Rogatica      | Rudo           |
| Lukavica        | Sokolac     | Srbac               | Foča         | Srebrenica        | Ilidža Oriental | Bosanska Kostajnica | Bosanski Brod | Drvar Oriental |
| Mostar Oriental | Oštra Luka  | Stari Grad Oriental | Novo Goražde | Sarajevo Oriental | Donji Žabar     | Šamac               | Šekovići      | Šipovo         |
| Teslić          | Trebinje    | Trnovo              | Ugljevik     | Višegrad          | Vlasenica       | Vukosavlje          | Zvornik       |                |

## Demografía

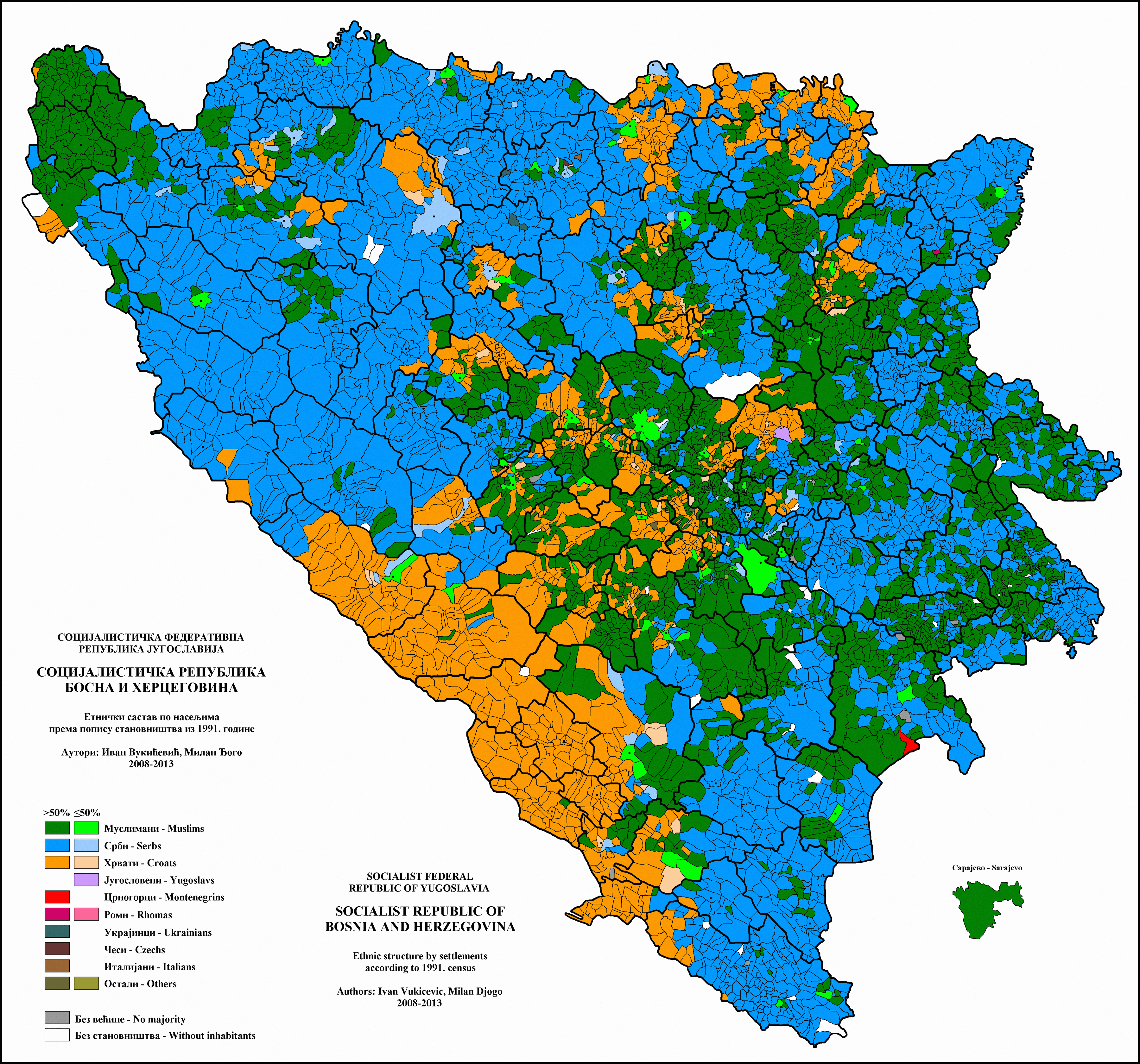
Composición étnica de Bosnia y Herzegovina en 1991. Las áreas donde los serbios de Bosnia son mayoría aparecen señaladas en color azul.

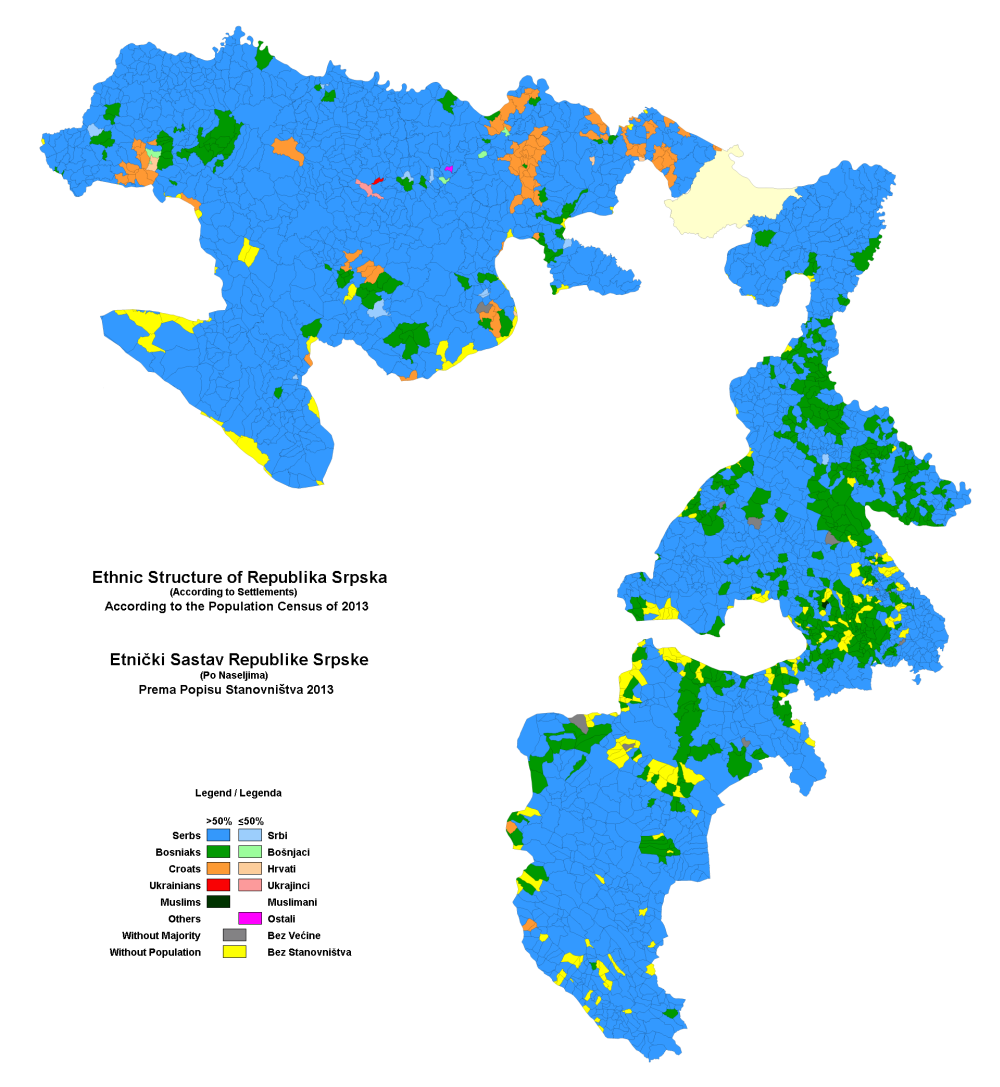
Estructura étnica de la entidad de acuerdo al censo de 2013.

La República Srpska comprende el 49 % de la superficie de Bosnia y Herzegovina, y en ella vive alrededor del 35% de su población. De ellos, 81,51 % son serbobosnios según el censo del año 2013 y publicado en  2016. Cabe destacar que dicho censo es el único realizado desde antes del inicio de la guerra. 
Su evolución se la puede sintetizar de la forma que sigue:

### 1991
De acuerdo con el censo de población de 1991 en Bosnia y Herzegovina, la población del actual territorio de la República Srpska tendría 1 619 165 habitantes, entre ellos:
- Serbios = 880 171 (54,4 %)
- Bosnios  = 466 458 (28,8 %)
- Croatas = 150 414 (9,3 %)
- Otros = 122 122 (7,5 %)

Nota: En Yugoslavia, a diferencia del Imperio austrohúngaro, a los bosníacos no se les permitió declararse a sí mismos como bosnios. Como solución de compromiso, la Constitución de Yugoslavia fue modificada en 1968, añadiendo a la lista musulmán de nacionalidad, que reconoce una nación, pero no el nombre bosnio. El término yugoslavo "musulmán de nacionalidad" fue considerado políticamente por los bosniacos una oposición a su identidad bosniaca, ya que el término les describía como un grupo religioso, no como un grupo étnico. Cuando Bosnia declaró su independencia de la ex Yugoslavia, la mayoría de la gente que utilizó el término musulmán para declararse a sí mismo, comenzó a declararse bosniaca. La ley electoral de Bosnia y Herzegovina, así como la Constitución de Bosnia y Herzegovina, reconocen los resultados del censo de población de 1991, como los resultados referentes a los bosniacos, los referidos en él a musulmanes de nacionalidad, y dejando la de Bosnio para todo nacido en Bosnia y Herzegovina.

### 1996

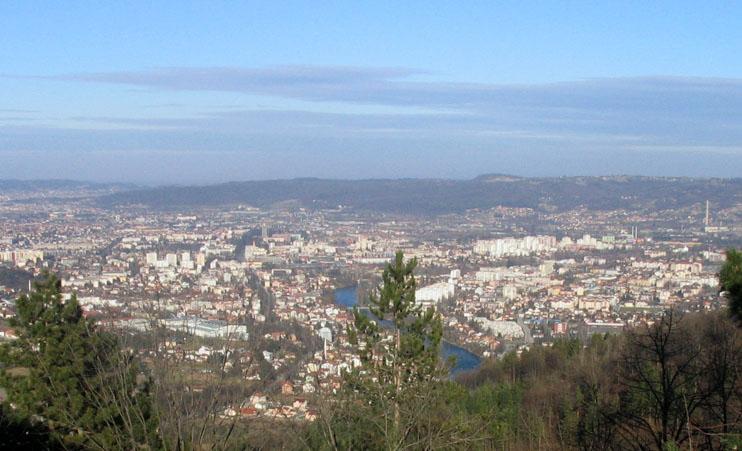
Vista general de Bania Luka, capital de facto de la República Srpska.

En 1996, la población de la República Srpska era de 1 475 288 habitantes, entre ellos: 

- Serbios = 1 427 912 (96,8 %)
- Bosnios = 32 344 (2,2 %)
- Croatas = 15 028 (1,0 %)
- Otros = 4 (0,0 %)

### 2005
En 2005, la población de la República Srpska se estimaba en alrededor de 1 311 000 personas, entre ellas: 
- Serbios = 1 247 900 (95,19 %)
- Bosnios = 50 390 (3,84 %)
- Croatas = 12 710 (0,97 %)

### 2007

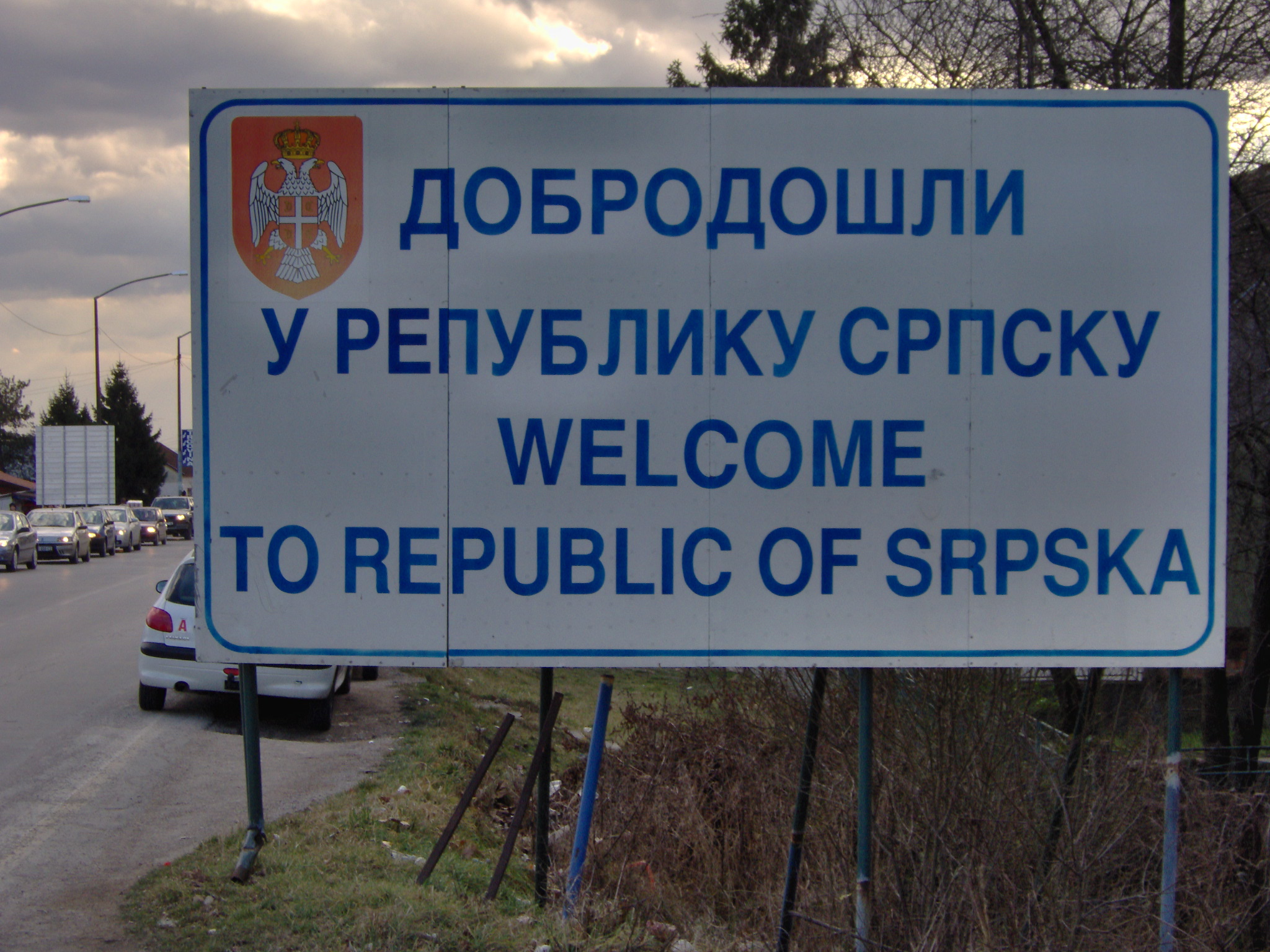
Cartel en la línea interdivisoria de la República Srpska con la Federación de Bosnia y Herzegovina.

En 2007, la población de la Repúklica Srpska era de 1 512 114 habitantes, entre ellos:
- Serbios = 1 430 128 (94,58 %)
- Bosnios = 48 108 (3,18 %)
- Croatas = 33 872 (2,24 %)
- Otros = 6 (0,0 %)

### 2013[57]
- Serbios = 1 001 299 (81,51 %)
- Bosnios = 171 839 (13,99 %)
- Croatas = 29 645 (2,41 %)
- Sin declarar = 8189 (0,67 %)
- Otros = 15 324 (1,25 %)
- No respondieron: 2127 (0,17 %)

### Estadísticas vitales
- Total de nacimientos (2007): 10 110 (excluyendo a los ciudadanos que viven en países extranjeros).[58]
- Total de muertes (2007): 14 146[58]
- Total de matrimonios: 7816[59]

En 2006, el 82,54 % de los nacimientos y el 81,82 % de las muertes fueron de serbios, el 0,61 % y 2,32 % croatas, el 8,10 % y 8,32 % bosnios, y el 0,76 % y 0,64 % Otros (incluyendo gitanos) y del 8,00 % y 6,90 % se desconoce el origen étnico.

### Salud
El sistema de asistencia sanitaria de la República de Srpska tiene por objeto prestar una asistencia organizada y planificada a la población de su territorio, tanto en instituciones sanitarias públicas como privadas. Las actividades de asistencia sanitaria son realizadas por los trabajadores sanitarios y los asociados en las condiciones y de la manera principalmente prescritas por la ley y los reglamentos, adoptados sobre la base de la Ley de Asistencia Sanitaria de la República de Srpska y de acuerdo con ella.
El sector público de Srpska incluye 54 centros de salud, junto con clínicas de medicina familiar, 11 hospitales, 4 hospitales especializados, 1 centro clínico y 7 institutos.
El tratamiento estacionario se ofrece en los hospitales situados en Derventa y Prnjavor. Los hospitales especializados en medicina física y rehabilitación son el "Mlječanica" de Kozarska Dubica y el Instituto "Dr. Miroslav Zotović" de Banja Luka. Los pacientes que padecen enfermedades mentales reciben tratamiento en el Instituto de Psiquiatría Forense de Sokolac, que es la primera y única institución de este tipo en Bosnia, y en el Hospital para Pacientes Psiquiátricos Crónicos de Modriča.
Los hospitales universitarios se encuentran en Foča y Banja Luka. El Centro Clínico Universitario de la República Srpska (UCC RS) es la mayor y más importante institución sanitaria pública de la República Srpska. La actividad principal del Centro Clínico Universitario es el tratamiento hospitalario (admisión, diagnóstico y atención) de pacientes en el nivel secundario y terciario de la atención sanitaria. Consta de 21 clínicas, 6 institutos y 10 servicios.

### Educación

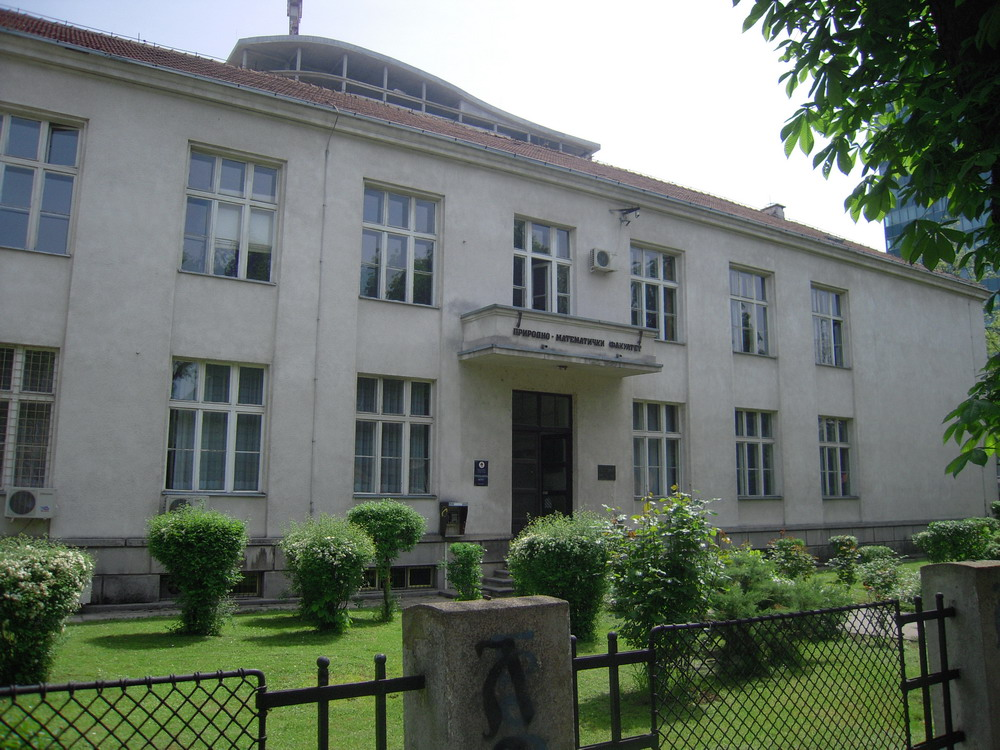
Facultad de matemáticas de la Universidad de Bania Luka, fundada en 1975 y una de las dos universidades públicas del país.

Según el censo del año 2013 el analfabetismo abarca a 35 442 personas (3,17 %) de diez o más años de edad. En la República Srpska y en Bosnia y Herzegovina la educación primaria es gratuita y un derecho para todos. Hay 187 escuelas primarias, además de 11 escuelas de música y 4 centros de educación para alumnos con problemas de aprendizaje. La educación secundaria existe en tres canales principales: escuelas de formación profesional de tres años, escuelas técnicas de cuatro años y escuelas de gramática de cuatro años (gimnazije). Existen diez escuelas de gramática independientes, mientras que otras treinta están integradas en otras escuelas. Las escuelas de música ofrecen otra opción para que los estudiantes continúen su educación después de la escuela primaria.
En la república existen dos universidades públicas: la Universidad de Bania Luka, y la Universidad de Sarajevo Oriental (anteriormente llamada Universidad de Sarajevo serbio) y varias universidades privadas. La Universidad de Bania Luka fue fundada el 7 de noviembre de 1975 y la integran diecisiete facultades, entre ellas la Facultad de Ingeniería Eléctrica, Facultad de Arquitectura, Facultad de Medicina, Facultad de Ciencias Económicas, Facultad de Derecho y Academia de las Artes. La Universidad de Sarajevo Oriental data de 1946. La Universidad Slobomir P (privada) fue fundada por Mira y Slobodan Pavlovic, conocidos benefactores serbios.
Según el censo del año 2013, 92.012 de habitantes de la Republika Spska tienen estudios universitarios.

### Religión
La República Srpska no tiene religión oficial, es un territorio oficialmente laico donde la iglesia está separada del Estado. La libertad de religión es un derecho definido en la Constitución de la República Srpska, que prevé la igualdad jurídica de todas las personas, independientemente de sus creencias religiosas.

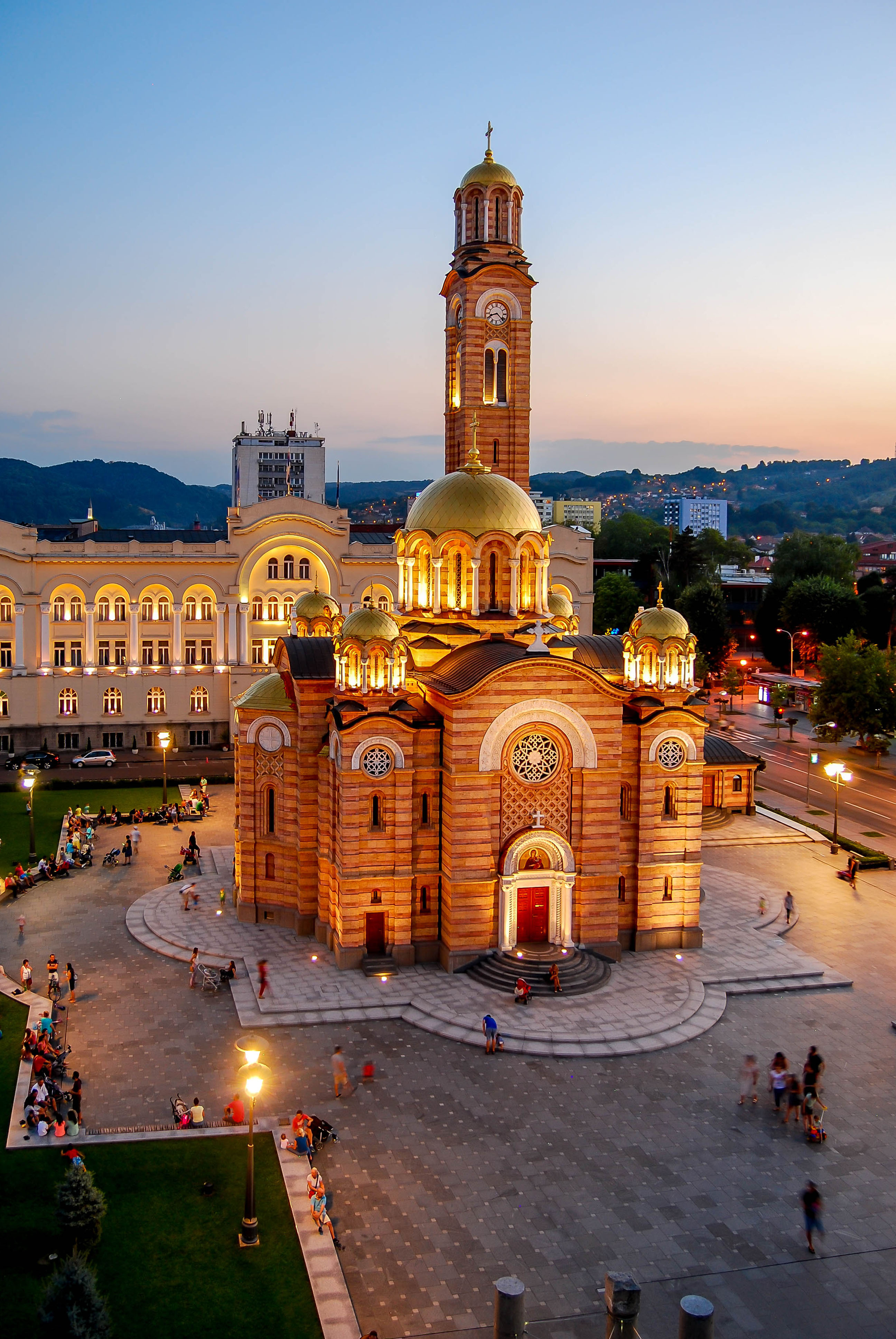
Catedral Ortodoxa Serbia de Cristo Salvador

La religión desempeña un papel importante en la identificación étnica en la República Srpska. Los serbios generalmente se identifican como cristianos seguidores de la ortodoxia oriental, los croatas como cristianos seguidores de la Iglesia católica y los bosnios como seguidores del islam. La arquitectura religiosa adquiere un carácter igualmente diverso en la entidad, con su mezcla de mezquitas e iglesias.
De acuerdo al censo del año 2013, los habitantes de la Republika Srpska profesan las siguientes religiones:
- Cristianos Ortodoxos serbios: 999 802 (81,39 %)
- Musulmanes: 172 742 (14,06 %)
- Cristianos Católicos: 28 883 (2,35 %)
- Otros: 9103 (0,74 %)
- No declara: 8392 (0,49 %)
- Ateos: 6014 (0,68 %)
- No responden: 2199 (0,18 %)
- Agnósticos: 1288 (0,49 %)

### Idiomas
Los habitantes de la Republika Srpska, hablan mayormente una variante del idioma serbocroata.
De acuerdo al censo de 2013, la distribución de la lengua materna es la que sigue:
- Serbio: 1 013 178 (82,48 %)
- Bosnio: 173 764 (14,15 %)
- Croata: 20 104 (1,64 %)
- Otros: 18 685 (1,52 %)
- No responde:2692 (0,22 %)

## Transporte

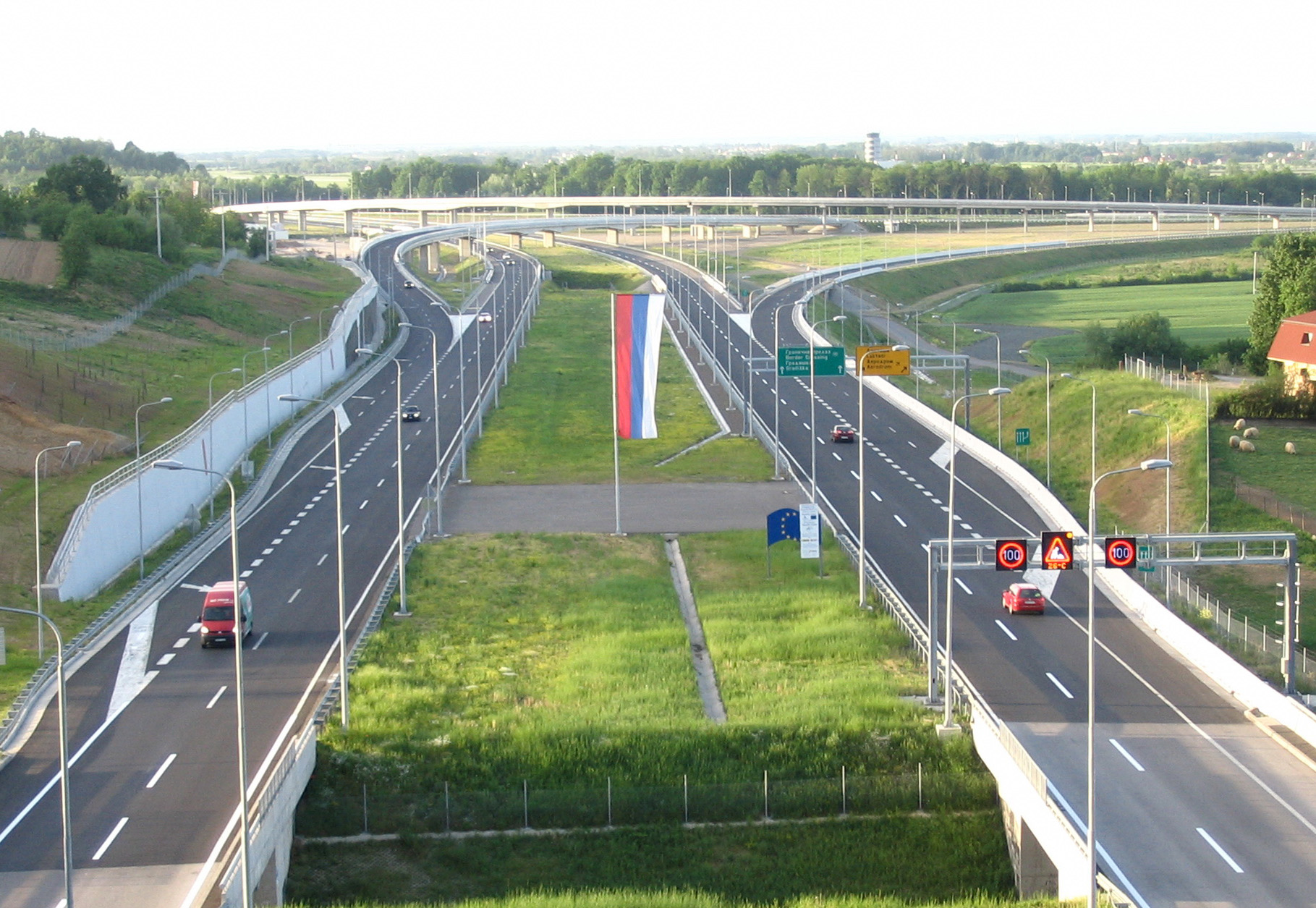
Intercambio en la autopista Gradiška-Banja Luka

Las infraestructuras de transporte y telecomunicaciones de la República Srpska están reguladas por el Ministerio de Transportes y Comunicaciones. Las infraestructuras de tráfico incluyen las carreteras, los ferrocarriles, las estaciones de ferrocarril, los aeropuertos, las vías navegables y los puertos de todo el territorio de la República Srpska, mientras que las infraestructuras de telecomunicaciones incluyen la telefonía, la telegrafía, los cables ópticos, las estaciones de comunicación terrestre, la telemática del tráfico y otras.
Empresas estatales como los Ferrocarriles de la República Srpska, Pošte Srpske, Carreteras de la República Srpska se encargan de mantener el tráfico en el territorio.
La red básica de tráfico por carretera en la República Srpska incluye 4192 km de carreteras públicas, de los cuales 1781 km son carreteras principales y 2183 km son carreteras regionales. Actualmente hay dos autopistas en la República Srpska: La autopista Gradiška - Banja Luka, y la "autopista 9 de enero" (Banja Luka - Doboj).
La longitud total del ferrocarril de ancho regular en la República Srpska es de 425 km. Los Ferrocarriles de la República Srpska transportan alrededor de 1 millón de pasajeros y 5 millones de toneladas de mercancías cada año. El código internacional de los Ferrocarriles de la República Srpska es el 0044.

## Energía
El complejo energético de la República Srpska cubre totalmente las necesidades de este territorio en  materia de energía eléctrica, parte de ella incluso también se exporta. El volumen total de electricidad producida en 2015 ascendió a 5610 gigavatios. El 58,8% fue generado por centrales térmicas, el 40,4% - por centrales hidroeléctricas, el 0,8% - por otras fuentes. El consumo de electricidad en República Srpska ha estado creciendo desde 2011

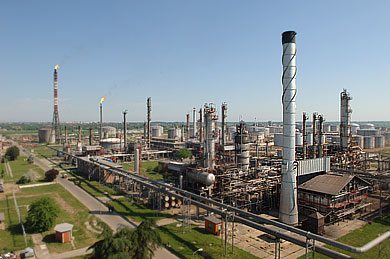
Refinería de petróleo en Modriča

La estructura de los consumidores de electricidad en 2015 fue la siguiente:
- 53% - hogares
- 19,5% - industria
- 1,2% - agricultura
- 1% - industria de la construcción
- 0,6% - transporte
- 24,7% - otros consumidores

La República Srpska no tiene reservas propias de gas natural, la demanda del mismo es totalmente compensada por sus importaciones, mientras que el 91,7% del gas importado es consumido por la industria.
En 2015, las inversiones en el complejo energético de la República Srpska ascendieron a 366 millones de marcos convertibles, empleando a unas 12 mil personas, lo que representa un aumento del 1,7 % en comparación con 2014.

## Servicio postal
La comunicación postal en República Srpska la realiza la empresa estatal Pošte Srpske. Fue creada el 10 de diciembre de 1996 al dividir el sistema de correo, telégrafo y teléfono de República Srpska en dos empresas: Poshte Srpske y Telekom Srpske. El 25 de diciembre de 2002, la empresa se transformó en una sociedad anónima, donde el Estado posee el 65% del capital autorizado.
El Poste Srpske incluye 226 unidades de la red postal territorial, la empresa emplea a 2288 empleados. En promedio, una oficina de correos es responsable de 111,04 km² de la República y 6627 habitantes. Hay 2.325 residentes de República Srpska por cartero. Según el Instituto Republicano de Estadística, en 2016, Pošte Srpske entregó 24 000 cartas y 44 000 paquetes.

## Cultura

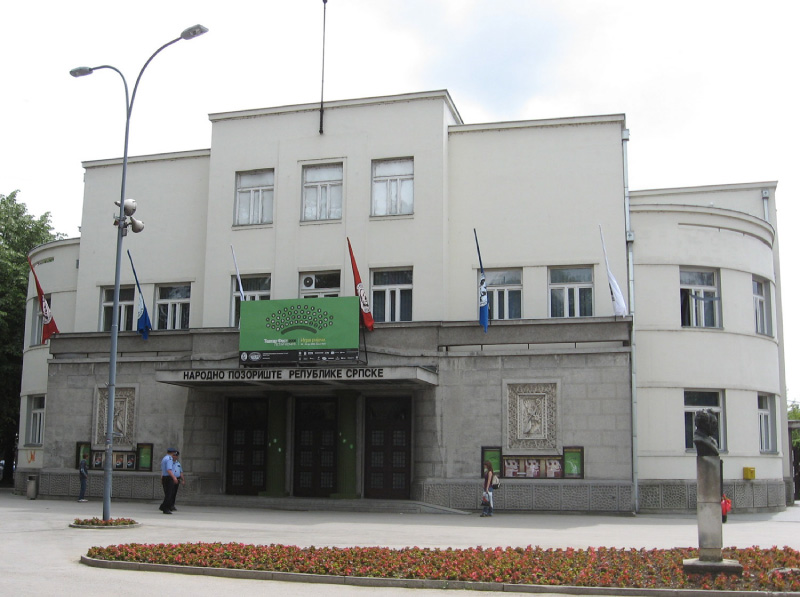
Teatro Nacional de la República Srpska.

La Academia de Ciencias y Artes de la República Srpska es la institución científica, cultural, laboral y representativa más importante de la República Srpska. La tarea de esta institución académica es desarrollar, promover y fomentar la actividad científica y artística. La Academia es una institución de especial interés nacional para la República Srpska.
Un portador importante del desarrollo del arte dramático en Banja Luka y en toda la región es el Teatro Nacional de la República de Srpska, que cuenta con ochenta empleados a tiempo completo y, dentro del propio conjunto de actores, veintiséis artistas dramáticos.  Uno de los eventos culturales más importantes y, sin duda, el más visitado de la ciudad es el Teatro Fest, que se celebra todos los años en este teatro, con la participación de numerosos conjuntos de actores nacionales y extranjeros.
La Biblioteca Nacional y Universitaria de la República Srpska es la biblioteca central de la Universidad de Banja Luka, la biblioteca principal de todas las universidades públicas de la República Srpska y la biblioteca nacional paraguas y central de la República Srpska. 
El Instituto de la República para la Protección del Patrimonio Cultural, Histórico y Natural es la institución administrativa oficial de la República Srpska y una organización dentro del Ministerio de Educación y Cultura de la República Srpska. El Instituto registra, protege y mantiene un registro central de monumentos culturales, históricos y naturales en todo el territorio de la República Srpska. 
En 1993, se fundó la Asociación de Escritores Serbios en Jahorina, bajo la presidencia del profesor y político Nikola Koljevic. Desde 2003, el presidente de la asociación ha sido Zoran Kostic, quien trasladó su sede desde el Sarajevo serbio a Banja Luka.  El presidente de la rama Sarajevo-Romanija-Drina es Nedeljko Zelenovic. 
La asamblea de fundación de la Asociación de Historiadores de la República de Srpska "Milorad Ekmecic" se celebró en Banja Luka en diciembre de 2015. Draga Mastilović, Decano de la Facultad de Filosofía de la Universidad de Sarajevo Este, fue elegido presidente. Los objetivos de la Asociación son la mejora de las actividades de investigación científica en el campo de la ciencia histórica en la República de Srpska y la divulgación de estos resultados, la mejora de la enseñanza de la historia y el desarrollo profesional del personal docente.

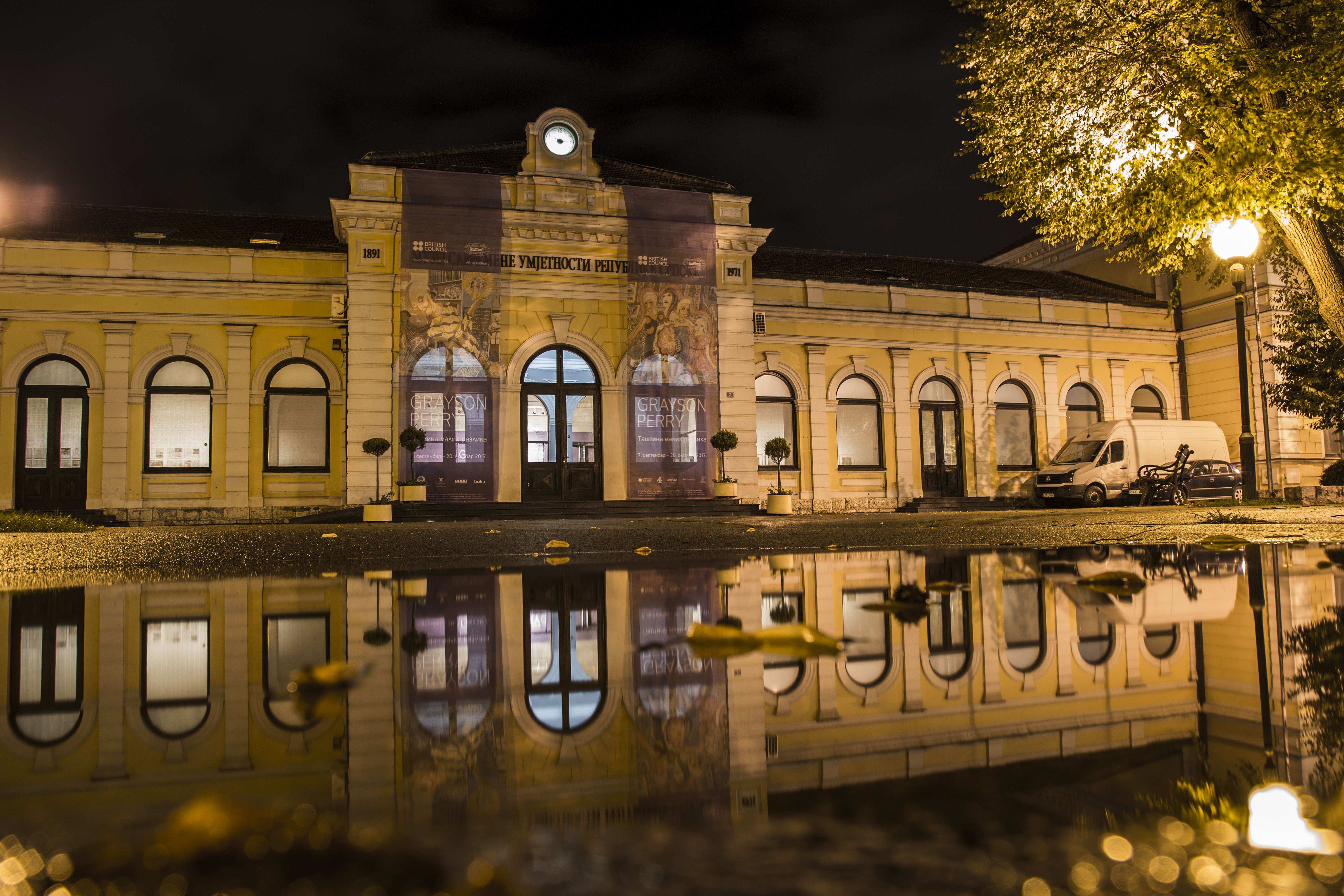
Museo de Arte Moderno de la República Srpska

### Museos
El museo más grande de la región es el Museo de la República Srpska, ubicado en Banja Luka. Fue fundado por el rey Alexander Karageorgievich (Alejandro I de Yugoslavia) el 26 de septiembre de 1930 como Museo de Vrbas Banovina, y en 1992, por decisión del Gobierno dlocal, recibió su nombre actual y se convirtió en la principal organización republicana para la protección del patrimonio cultural.. Hoy, las colecciones del Museo contienen más de 32.000 objetos expuestos, y su biblioteca contiene más de 13.000 libros.
Otro museo importante en Banja Luka es el Museo de Arte Moderno, ubicado en el edificio de la antigua estación de tren en la Plaza de los Héroes Serbios. Se dedica a la preservación del patrimonio cultural de la República Srpska de los siglos XX y XXI, realiza exposiciones de arte de obras de arte contemporáneo. Hay más de 1600 exhibiciones en sus fondos. El museo fue creado sobre la base de la Galería de Arte en 2004.
Las colecciones arqueológicas se exhiben en tres museos: el Museo de Herzegovina en Trebinje, el Museo de Semberia en Bijeljina y el Museo Romano en Skelany.

### Medios de comunicación
La entidad serbia de Bosnia cuenta con su propio ente público de radio y televisión, denominado Radio Televizija Republike Srpske (Radio Televisión de la República Serbia), que engloba la Televizija Republike Srpske y Radio Republike Srpske.
Los periódicos de mayor difusión son los diarios Novi reporter, Glas Srpske y Nezavisne novine, todos ellos editados en Bania Luka.

### Días festivos
Según la Ley de Fiestas de la República Srpska, los días festivos se dividen en tres categorías: las fiestas de las entidades, las fiestas religiosas y las fiestas señaladas pero que no incluyen tiempo libre de trabajo. Los días festivos de las entidades incluyen el Día de Año Nuevo (1 de enero), el Día de las Entidades (9 de enero), el Día Internacional de los Trabajadores (1 de mayo), el Día de la Victoria sobre el Fascismo (9 de mayo) y el Día del Acuerdo Marco General de Paz en Bosnia y Herzegovina (21 de noviembre).
Las fiestas religiosas incluyen la Navidad y la Pascua según los calendarios juliano (cristianos ortodoxos y católicos orientales) y gregoriano (católicos latinos), así como el Kurban Bajram y el Bajram para los musulmanes. Los días festivos que se señalan pero no incluyen la baja laboral son el Día de la Escuela (la fiesta de San Sava, el 27 de enero), el Día del Ejército de la República Srpska (12 de mayo), el Día del Ministerio del Interior (4 de abril) y el Día del Primer Levantamiento Serbio (14 de febrero).
La más importante de las fiestas de las entidades es el Día de la República Srpska, que conmemora la creación de la República Srpska el 9 de enero de 1992. Coincide con el día de San Esteban según el calendario juliano. Los serbios ortodoxos también se refieren a la fiesta como la slava de la República Srpska, considerando a San Esteban como el patrón de la entidad. La fiesta tiene, por tanto, una dimensión religiosa, y se celebra con servicios especiales en las iglesias ortodoxas serbias. La República Srpska no reconoce el Día de la Independencia de Bosnia y Herzegovina (1 de marzo).

## Deporte

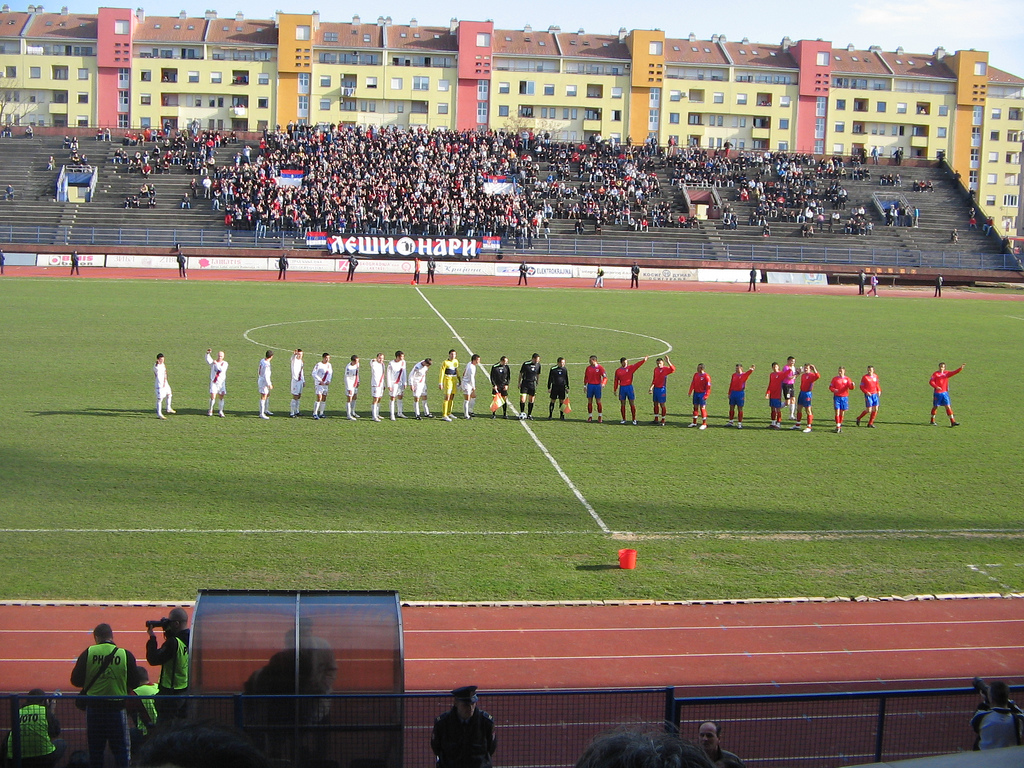
Estadio de la Ciudad de Banja Luka

El deporte en la República Srpska está gestionado por el Ministerio de Juventud, Familia y Deporte de la entidad. Los deportes más populares en la entidad son el baloncesto, el fútbol y el voleibol. El club de fútbol más popular, y en general la mayor organización deportiva, es el FK Borac Banja Luka. El FK Borac ha cosechado, sobre todo en lo que respecta a la antigua Yugoslavia, un éxito considerable: ganó la Primera Liga de Bosnia y Herzegovina en 2011, la Copa de Bosnia y Herzegovina en 2010, la Copa Yugoslava en 1988 y la Copa de Europa Central en 1992, su último año. Otros clubes de fútbol populares son el FK Rudar Prijedor, el FK Radnik Bijeljina y el FK Leotar, aunque estos clubes se enfrentan a una considerable pérdida de talento en favor de los clubes más grandes de Serbia, Croacia y la capital de Bosnia y Herzegovina, Sarajevo.
El club de baloncesto más antiguo de Bosnia y Herzegovina, el KK Borac, se fundó en Banja Luka en 1947.
Los deportistas más exitosos nacidos en el territorio de la actual República Srpska son los jugadores de fútbol Tomislav Knez, Velimir Sombolac (campeones olímpicos de 1960) y Mehmed Baždarević (medalla de bronce en los Juegos Olímpicos de 1976); los jugadores de balonmano Đorđe Lavrnić, Milorad Karalić, Nebojša Popović (campeones olímpicos de 1972) y Zlatan Arnautović (campeón olímpico de 1984); los jugadores de baloncesto Ratko Radovanović (campeón de las Olimpiadas de 1980) y Slađana Golić (medalla de plata de las Olimpiadas de 1988); los boxeadores Anton Josipović (campeón de las Olimpiadas de 1984), Slobodan Kačar (campeón de las Olimpiadas de 1980) y Tadija Kačar (medalla de plata de las Olimpiadas de 1976), la jugadora de tenis de mesa Jasna Fazlić (medalla de bronce de las Olimpiadas de 1988).

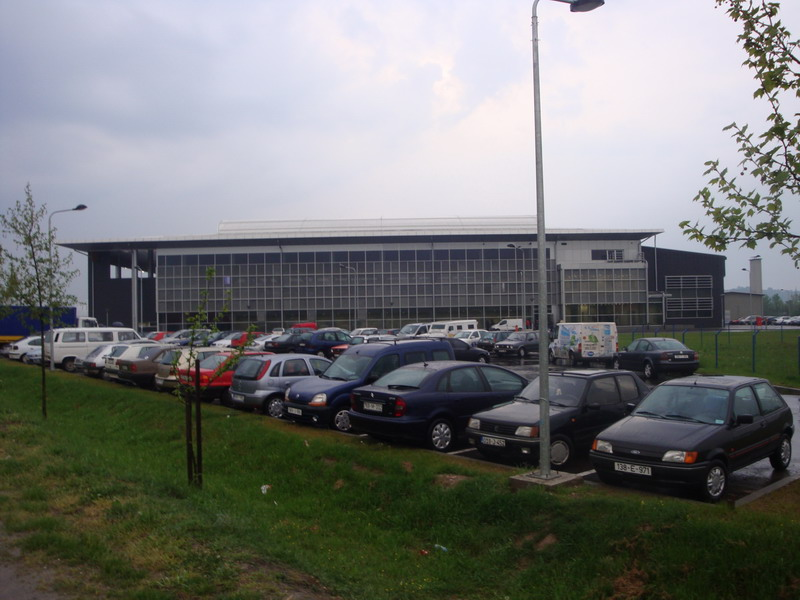
Polideportivo Laktasi (Спортска дворана Лакташи)

Tras la desintegración de Yugoslavia, una cantidad especialmente grande de atletas exitosos de la República Srpska han optado por representar a Serbia (o a la antigua Serbia y Montenegro, FR Yugoslavia), como los jugadores de baloncesto Vladimir Radmanović (campeón del mundo en 2002), Saša Čađo (campeón de Europa en 2015 y medalla de bronce olímpica en 2016) y Ognjen Kuzmić (campeón de la NBA en 2015, campeón de la Euroliga en 2018 y medalla de plata en el EuroBasket en 2017); las jugadoras de voleibol Tijana Bošković (campeona del mundo en 2018 y medalla de plata olímpica en 2016) y Saša Starović (campeona de Europa en 2011); los futbolistas Savo Milošević (máximo goleador del Campeonato de Europa en 2000), Neven Subotić (bicampeón de la Bundesliga), Mijat Gaćinović, Miladin Stevanović y Srđan Babić (campeones del mundo sub-20 en 2015), Ognjen Ožegović (campeón de Europa sub-19 en 2013) y Luka Jović. Otros atletas famosos son el nadador Velimir Stjepanović (campeón de Europa 2014), el practicante de taekwondo Zoran Prerad (campeón de Europa 1998), el judoca Nemanja Majdov (campeón del mundo 2017) y la esquiadora alpina Jelena Lolović (campeona de la Universiada 2005).

## Símbolos

Escudo de la República Srpska.

Los símbolos de la República Srpska están determinados por la constitución, más precisamente por el artículo 8. La apariencia de la bandera y el escudo de armas, así como el texto del himno, están determinados por una ley constitucional. 
La bandera de la República Srpska es un campo rectangular, de una proporción 1: 2 con campos distribuidos horizontalmente de igual altura: rojo sobre azul sobre blanco. La bandera es igual a la bandera de la República de Serbia hasta 2004.
El escudo de la República Srpska es un símbolo oficial desde 2007  y consiste en un campo con los colores de la bandera de Srpska sobre el cual está la inicial dorada entrelazada de la República de Srpska, el campo está rodeado por una corona de roble fértil dorado en la parte inferior bordada con una cinta con los colores de la bandera, sobre el campo hay una corona heráldica cerrada de oro, y debajo del campo está la inscripción  РЕПУБЛИКА СРПСКА — REPUBLIKA SRPSKA.
Moja Republika es el himno de la República Srpska desde 2008 y por primera vez se interpretó solemnemente en el Día de la República de Srpska en 2009, concretamente en la Sala de Conciertos del Banski dvor en Banja Luka.